# Boeing 737
Die Boeing 737 des US-amerikanischen Flugzeugherstellers Boeing ist die weltweit meistgebaute Familie strahlgetriebener Verkehrsflugzeuge. Der als Schmalrumpfflugzeug ausgelegte Typ wird mittlerweile in der dritten und vierten Generation parallel gefertigt und hat über die Zeit seine äußere Erscheinung kaum geändert. Ursprünglich als kleines Kurzstreckenflugzeug geplant, stellen die aktuellen Versionen Boeing 737NG („Next Generation“) und 737 Max eine Familie von Mittelstreckenflugzeugen für die kommerzielle Passagierluftfahrt dar, deren Spektrum grob vom 125-Sitzer 737-700 bis zur 737-900ER („extended range“ – vergrößerte Reichweite) für bis zu 220 Passagiere reicht. Auch Langstrecken werden mit bestimmten Varianten bedient.
Die erste Boeing 737-100 erhielt im Dezember 1967 die Lufthansa. Bis heute findet die 737-Familie mit 17.037 Bestellungen und 12.171 Auslieferungen (Stand: Ende Juli 2025) einen sehr guten Absatz. Im Juli 2013 waren weltweit im Schnitt über 2000 Boeing 737 gleichzeitig in der Luft; durchschnittlich startete oder landete weltweit alle zwei Sekunden eine 737. Die konkurrierende Airbus-A320-Familie kam in den späten 1980er Jahren auf den Markt und verkauft sich mit 19.285 Bestellungen und 12.151 Auslieferungen (Stand: Ende Juli 2025) über die Jahre gerechnet ähnlich gut, wobei Airbus bei den Bestellungen ab dem Frühjahr 2020 einen Vorsprung von mehr als zehn Prozent erzielen konnte; bei den Auslieferungen gelang dies im Sommer 2023.
Nach zwei Abstürzen von Boeing 737 Max 8 mit 346 Todesopfern aufgrund identischer Fehlfunktionen waren zwischen März 2019 und November 2020 alle Maschinen der Typen Max 8 und Max 9 nahezu weltweit mit Flugverbot belegt. Am 18. November 2020 hob die FAA das generelle Flugverbot auf, kurz darauf folgten die Luftaufsichtsbehörden Brasiliens, Mexikos und Kanadas. Am 27. Januar 2021 erfolgte auch die Wiederzulassung der 737 Max in Europa durch die EASA. Im Januar 2024 war eine bestimmte Konfiguration der 737 Max 9 erneut mit einem Flugverbot belegt worden, welches drei Wochen später wieder aufgehoben wurde.

## Geschichte

### Ursprung

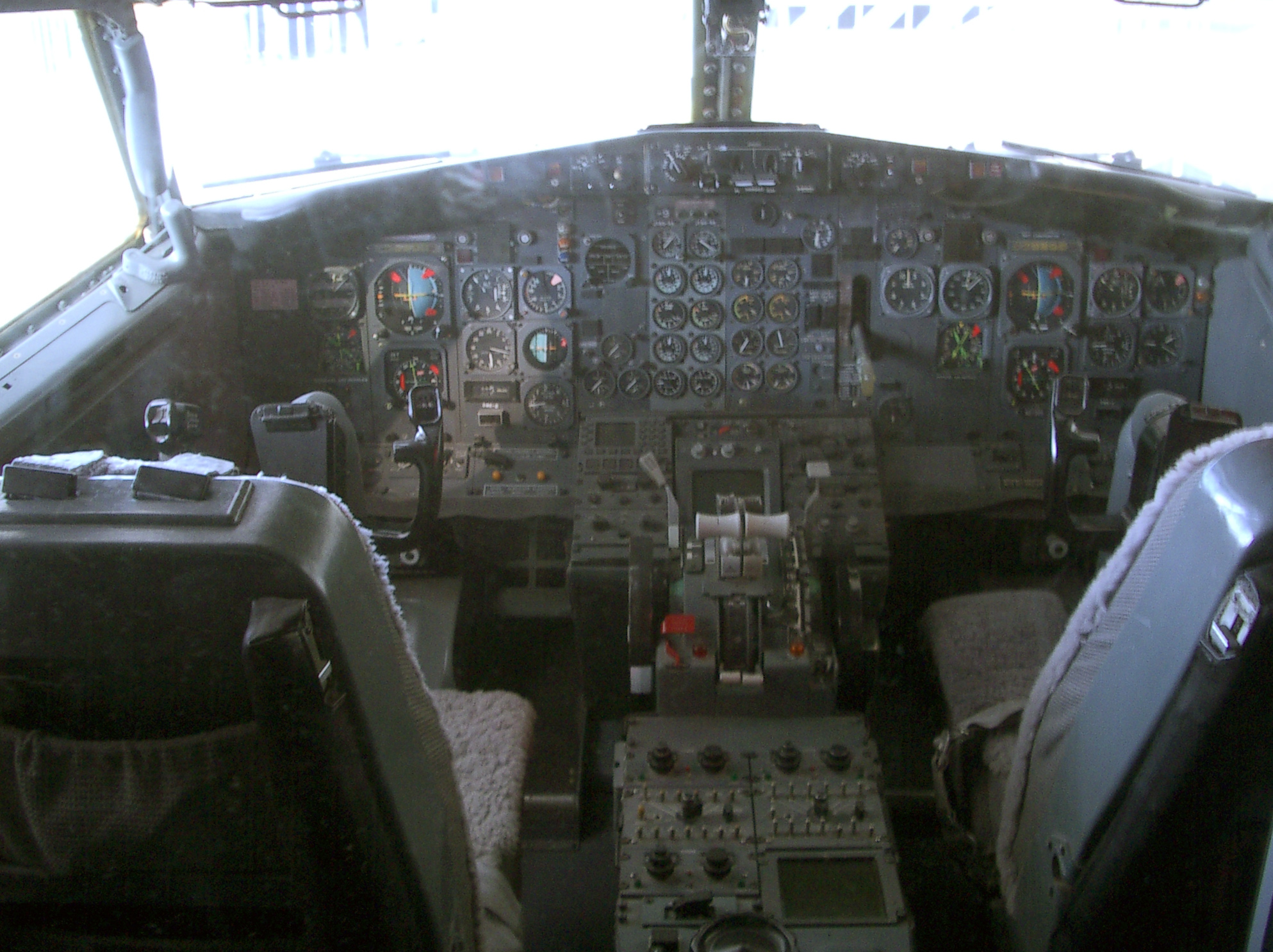
Die Cockpitansicht einer frühen Boeing 737-130

Die Idee eines kleinen Flugzeugs entstand aufgrund der erfolgreichen Markteinführung der BAC 1-11 und Douglas DC-9. Diese erschlossen den damals völlig neuen Markt kleiner Kurzstreckenflugzeuge mit Strahltriebwerken. Als Boeing das Programm der 737 am 19. Februar 1965 (zugleich mit der Bekanntgabe der Bestellung von 19 Maschinen durch die Lufthansa) offiziell startete, absolvierten diese beiden Konkurrenten ihren Erst- (DC-9) bzw. Zulassungsflug (BAC 1-11). Der 737-Erstkunde Deutsche Lufthansa benötigte für Kurzstrecken ein wirtschaftliches Flugzeug. Um die Entwicklung zu beschleunigen, übernahm man viele Technologien der Boeing 707, Boeing 720 und der Boeing 727. Die Rümpfe sind – bis auf ihre Länge – identisch. Probleme bereiteten dabei die Tragflächen. Da eine Tragfläche bei 95 % der vorgeschriebenen Maximalbelastung brach, wurden diese neu konzipiert. Dieser Aufschub wurde auch genutzt, um effizienzsteigernde Neuerungen einzuführen. Das ungewöhnlich kurze Fahrwerk sparte Gewicht und vereinfachte den Bodenbetrieb, ließ unter den Flügeln des Tiefdeckers jedoch wenig Platz für die Triebwerke: In frühen Versionen der Boeing 737 waren die schlanken Pratt & Whitney JT8D ohne Pylon direkt an der Unterseite der Flügel angebracht.
Der Erstflug der Boeing 737-100 fand am 9. April 1967 statt. Die Lufthansa stellte die erste Serienmaschine im Februar 1968 in Dienst. Sie erwarb 22 der 30 gebauten 737-100. Weit erfolgreicher war die verlängerte Version 737-200, die am 8. August 1967 ihren Erstflug absolvierte. Sie wurde bis 1988 produziert. Erstkunde für diese Variante war die United Airlines, die sie ab dem 28. April 1968 einsetzte. 1970 durchlief das 737-Programm eine Krise. Da nur 37 Neubestellungen eintrafen, erwog Boeing, zur Verbesserung der Unternehmensfinanzen das ganze Programm an die japanische Flugzeugindustrie zu verkaufen. Letztlich wurden von der Version -200 bis 1988 aber fast 1100 Stück ausgeliefert.

### Erste Überarbeitungen
In den frühen 1980er Jahren wurde die 737 erstmals in erwähnenswertem Umfang verändert. Die Modifizierung, die zu den klassischen 737 führte, umfasste vor allem die weit effizienteren Triebwerke CFM56 von CFM International, ein neu gestaltetes und mit Bildschirmen ausgerüstetes Cockpit sowie eine neue Kabine. Die Entwicklung begann 1979, 1980 wurden im Rahmen der Farnborough Airshow erste Details veröffentlicht. Zu den größeren Veränderungen gehörten ein längerer Rumpf, die modernen CFM56-Turbofans, welche deutliche Einsparungen bei Verbrauch und Lärmentwicklung versprachen, vergrößerte und modifizierte Tragflächen, ein aktualisiertes Cockpit samt Electronic Flight Instrument System und Veränderungen in der Kabine, welche von der Boeing 757 abgeleitet wurde. Weil die CFM56-Triebwerke ein deutlich höheres Nebenstromverhältnis und entsprechend größere Abmessungen aufweisen, konnten sie nicht unterhalb der niedrigen Tragflächen angebracht werden, sondern davor. Zudem wurden Anbauteile von der Unterseite an die Seiten der Triebwerksgehäuse verlegt und der Lufteinlass im unteren Bereich abgeflacht, um einen ausreichenden Bodenabstand zu erreichen. Damit erhielten die Triebwerksgondeln eine ungewöhnlich ovale Frontansicht. Die erste 737-300 nahm ihren Dienst im Jahre 1984 auf.

### Entwicklung einer „Neuen Generation“ und deren Überarbeitungen

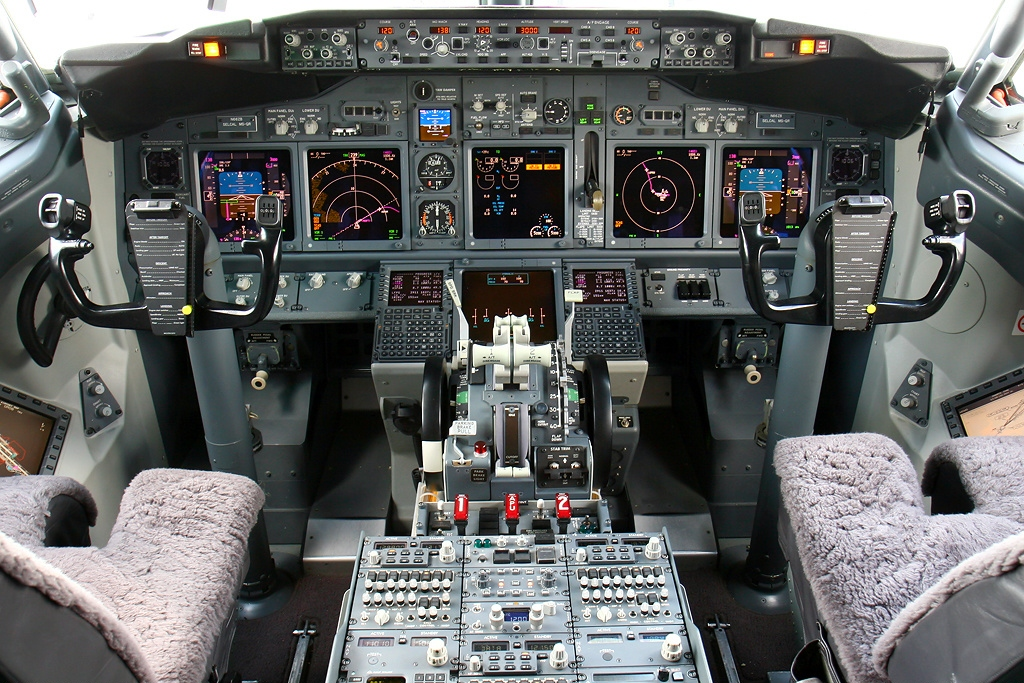
Die Cockpitansicht einer Boeing 737-700 (2008)

Zu dieser Zeit war mit dem Airbus A320 ein neuer Konkurrent für die 737 absehbar. Dieses weit modernere und effizientere Flugzeug veranlasste Boeing zehn Jahre darauf, 1993 das 737-X-Programm (später „Next Generation“ genannt) zu starten. Hierbei wurden die Tragflächen überarbeitet, die Avionik wurde modernisiert und durch das höhere Fahrwerk war nun der Einbau der neuesten CFM56-Triebwerksversion (-7) möglich. Im Cockpit wurden CRT-Bildschirme und später LCDs wie in der Boeing 747-400 und der Boeing 777 verwendet. Später wurden Winglets angeboten, die den Treibstoffverbrauch senkten und das Startverhalten verbesserten. Die klassischen Versionen konnten später mit Winglets nachgerüstet werden. Im Jahr 2001 wurde mit der 737-900 die bisher längste Version vorgestellt. Ihre Rumpflänge übertrifft sogar die der 707. Ihre Sitzplatz-Kapazität reicht nahe an jene der 757-200 heran, deren Produktion man im Jahre 2004 nach mangelnder Nachfrage einstellte.

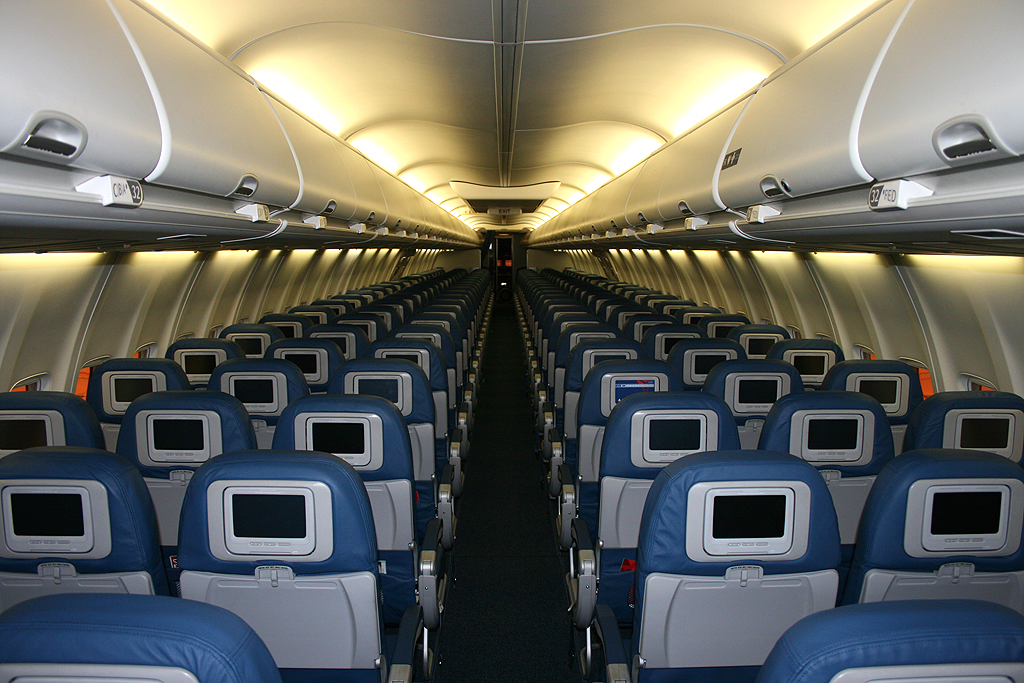
Passagierkabine einer Boeing 737-800 der Delta (2007)

Ab Ende des Jahres 2004 entfielen die charakteristischen kleinen „Augenbrauenfenster“ über den Cockpitfenstern. Diese boten einst bei der Boeing 707, von der die 737 wie die Boeing 727 den Bug bekam, eine bessere Übersicht im Kurvenflug. Sie waren eine Quelle für Blendlicht und erhöhten durch nötige Haltevorrichtungen und Dichtungen das Gewicht und verursachten zusätzlichen Wartungsaufwand. Entgegen einer verbreiteten Annahme dienten die Fenster nicht zur Astronomischen Navigation. Nur die militärische Version T-43A besaß fünf Anschlüsse für Sextanten im Kabinenbereich, die man für Ausbildungszwecke in der Astronavigation nutzte. Die erste 737 ohne „Augenbrauen“-Fenster (eine 737-700) ging im Februar 2005 an Southwest Airlines. Es werden auch Umrüstbausätze angeboten, mit denen bei vielen älteren 737 die kleinen Zusatzfenster entfernt wurden. So rüstete die Lufthansa ihre 737-300 und -500 um. Als letzte Version der 737NG wurde im Juli 2005 die spätere 737-900ER unter dem Namen 737-900X vorgestellt. Mit dem Rumpf der 737-900 transportiert sie bis zu 220 Personen und wird damit zum Konkurrenten des Airbus A321.

### Erneuter Generationswechsel mit den Max-Versionen
Im Jahr 2006 begannen bei Boeing Überlegungen, die Boeing 737 durch ein vollständig neu konstruiertes Flugzeug zu ersetzen, wie es zuvor durch die Boeing 787 als Ersatz für die Boeing 767 geschehen war. Nach der Ankündigung der Überarbeitung der Airbus-A320-Familie mittels neuer Triebwerke im Dezember 2010 und in der Folge zahlreicher Bestellungen der neuen Muster stellte Boeing die Planungen ein und begann mit der Konstruktion einer verbesserten Boeing 737, welche Boeings Board of Directors am 30. August 2011 bestätigte. Als Triebwerk kommt das CFM International LEAP zum Einsatz. Das erste Flugzeug, eine Boeing 737 Max 8, hatte am 8. Dezember 2015 seinen Rollout. Der Erstflug war am 29. Januar 2016. Die FAA-Zulassung wurde am 9. März 2017 erteilt. Am 2. Juni 2019 gab die FAA bekannt, dass bei 133 Maschinen der Version 737NG sowie bei 179 Maschinen der Version 737 Max möglicherweise mangelhafte Halterungen bei den Vorflügeln eingebaut wurden, welche es innerhalb von zehn Tagen auszutauschen galt.

## Bedeutung und Produktion
Am 28. Januar 2000 hatte die Boeing-737-Weltflotte als erster Flugzeugtyp in der Luftfahrtgeschichte die Marke von 100 Millionen Flugstunden überschritten, im Juli 2013 waren es bereits über 250 Millionen Flugstunden. Am 13. Februar 2006 wurde das fünftausendste Exemplar der 737 an die Southwest Airlines übergeben. Bis Dezember 2011 stieg diese Zahl auf über 7000 ausgelieferte Exemplare und die 8000. Maschine ging im April 2014 an United.

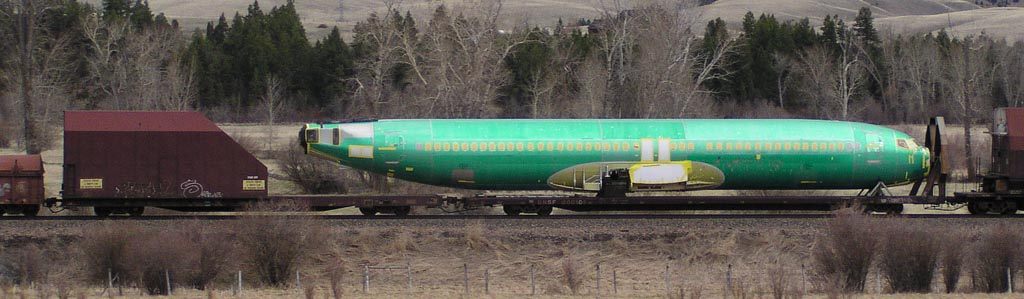
Der Rumpf einer Boeing 737 auf dem Weg nach Renton zur weiteren Montage

### Produktion
Von Anfang an hat Boeing die Produktion der 737 auf mehrere Standorte aufgeteilt, was zu einer Besonderheit führte. Wichtige Rumpfbauteile, seit den Next-Generation-Flugzeugen der gesamte Rumpf am Stück, kommen aus Wichita, Bundesstaat Kansas von Spirit AeroSystems und werden per Bahn nach Renton, Bundesstaat Washington gefahren. Die Rümpfe werden dabei auf speziellen Flachwagen auf einem Teilstück an reguläre Güterzüge der BNSF Railway angehängt.

### Kommunalität
Die sogenannte Familien-Kommunalität findet sich bei den verschiedenen Mitgliedern der 737-Familie in vielen Bereichen. Das bedeutet, dass Systeme verschiedener Flugzeugtypen identisch sind, um damit bei der Wartung wie auch bei der Pilotenausbildung Kosten zu senken. In folgenden Bereichen findet sich dieser Grundsatz bei der 737 verwirklicht:
- Die Mitglieder der einzelnen 737-Generationen sind untereinander stark verwandt und verwenden in großem Maße gleiche Teile wie zum Beispiel die Triebwerke. Somit lassen sich vor allem bei der Wartung durch Synergieeffekte Kosten senken.
- Die Avionik und das Cockpit der klassischen Versionen ähnelt der Avionik der Boeing 757 und 767; die Avionik der Next Generation ähnelt den Systemen der 747-400/-8 und 777.
- Die für die zweite und dritte Generation der 737 verwendeten CFM56-Triebwerke kommen in leicht modifizierten Varianten auch bei der Airbus-A320-Familie sowie beim Airbus A340-200/-300 zum Einsatz. Somit können diese Triebwerke durch Skaleneffekte zu günstigeren Kosten erworben werden. Zusätzlich können Fluggesellschaften, die mehrere dieser Typen betreiben, günstigere Ausbildungs-, Anschaffungs-, Wartungs-, Lagerungs- und weitere Kosten realisieren.
- Alle Versionen der einzelnen Generationen der 737 basieren jeweils auf demselben Grundentwurf und können somit mit derselben Musterberechtigung geflogen werden.

### Preise
Die Listenpreise einer Boeing 737 betrugen im Jahr 2014 zwischen 76,0 Millionen US-Dollar für die kleinste angebotene Version (737-700) und 96,1 Millionen US-Dollar für die größte (737-900ER), Sonderausstattungen jeweils nicht mitgerechnet. Die Max-Versionen kosteten zwischen 85,1 Millionen US-Dollar und 109,9 Millionen US-Dollar.

### Probleme
Neben den nach zwei Abstürzen zutage getretenen Schwierigkeiten mit den „Max“-Versionen (siehe unten) stellten sich auch andere Probleme heraus.
Bei insgesamt 791 Boeing 737 der Baureihen „Next Generation“ (in 618 Exemplaren) und „Max“ (in 173 Stück) wurden nicht zugelassene Bauteile (Sensoren) des Herstellers Rockwell Collins eingebaut. Die Zulassungsbehörde FAA verhängte deshalb im März 2020 gegen Boeing ein Bußgeld in Höhe von 19,7 Millionen Dollar (17,6 Mio. Euro).
In Treibstofftanks etlicher „auf Halde“ zwischengelagerter Boeing 737 Max wurden bei Wartungsarbeiten Fremdkörper gefunden. Dabei handelte es sich um Werkzeuge, Bauteilreste, Kleidungsteile und anderen Unrat. Ähnliche schwere Qualitätsmängel hatte es schon bei fabrikneuen Boeing 787 „Dreamliners“ und KC-767-Tankflugzeugen gegeben.

## Versionen
| Länge (ca.)   | Ur-Version (1967) | klassisch (1984–1989) | Next Gen (1998–2000) | Max (ab 2016)  |
| ------------- | ----------------- | --------------------- | -------------------- | -------------- |
| 29 m / 094 ft | -100              |                       |                      |                |
| 31 m / 100 ft | -200              | -500                  | -600                 |                |
| 33 m / 110 ft |                   | -300                  | -700                 |                |
| 36 m / 118 ft |                   | -400                  |                      | Max 7          |
| 39 m / 130 ft |                   |                       | -800                 | Max 8, Max 200 |
| 42 m / 138 ft |                   |                       | -900                 | Max 9          |
| 44 m / 144 ft |                   |                       |                      | Max 10         |

Die Versionen der Boeing 737 lassen sich in vier Generationen einteilen:
- die „Ur-Versionen“ aus den 1960er Jahren,
- die „klassischen Versionen“ aus den 1980er Jahren,
- die „Next Generation“ (NG) der Jahrtausendwende sowie
- die „Max“ ab 2016.

Da die Versionsbezeichnungen keinen direkten Hinweis auf die Größe des Flugzeuges geben, werden sie in Gruppen ähnlicher Rumpflänge aufgelistet.
Die Versionen werden vereinzelt verkürzt bezeichnet, z. B. 738 für 737-800.

### Die „Ur-Versionen“
Charakteristisch für die ersten Versionen sind die schlanken Triebwerke. Da diese länger sind als bei den späteren 737-Typen, ragen sie nach hinten unter den Tragflächen hervor. Ein weiteres Merkmal dieser ersten Versionen ist das in der Form anders gestaltete Seitenleitwerk, dessen Vorderkante eine Kurve darstellt. Bei den neueren Versionen befindet sich hier eine abgeknickte Gerade, was in der größeren Rumpflänge und damit kleineren benötigten Fläche der neueren Versionen beim einseitigen Triebwerksausfall beim Start begründet ist.
Insgesamt wurden 1125 Maschinen dieses Typs ausgeliefert. Nach Typen aufgeschlüsselt sind das 30 × 737-100, 991 × 737-200 und 104 des Typs 737-200C.

#### Boeing 737-100

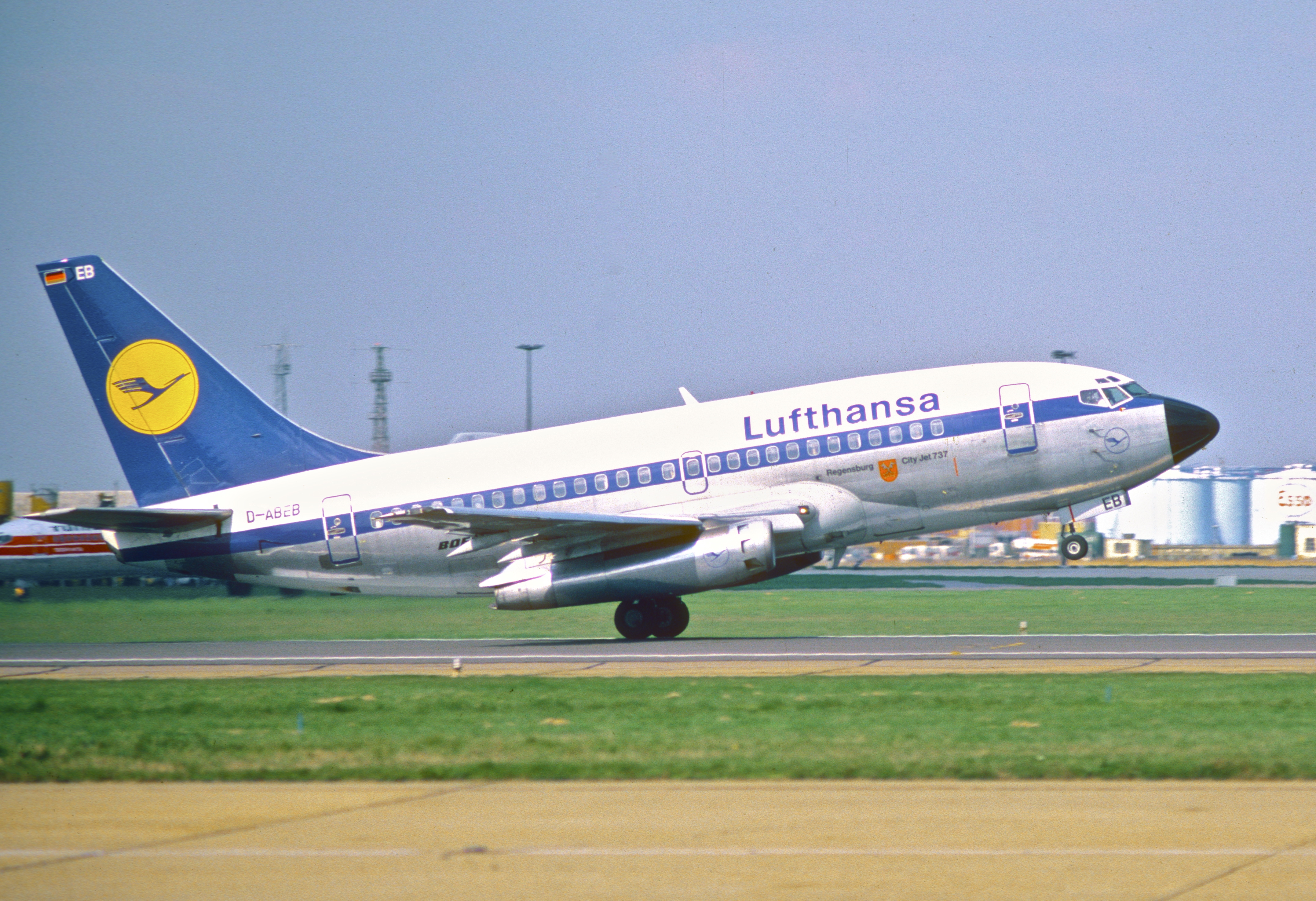
Boeing 737-100 der Lufthansa, 1980

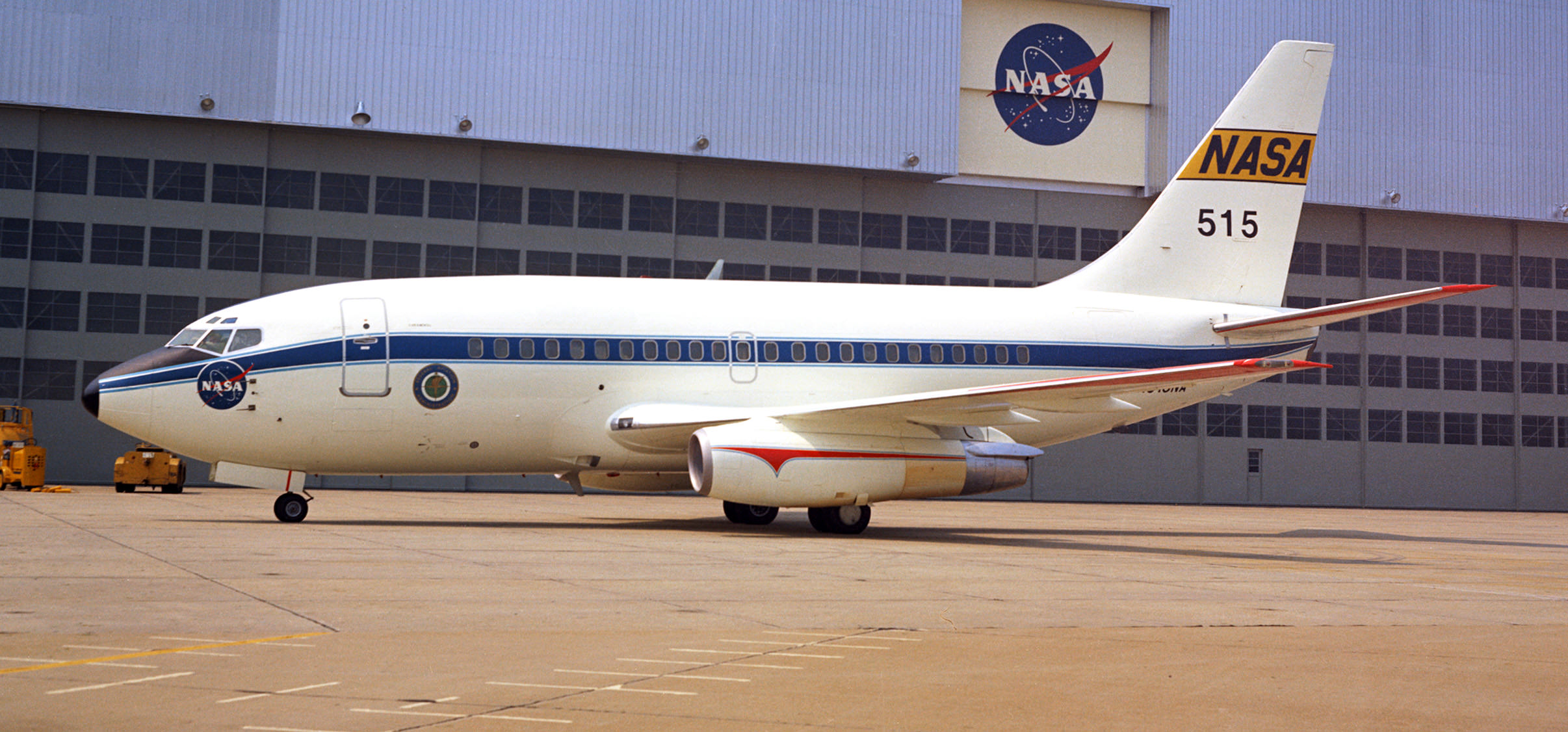
Boeing 737-130 N515NA, erste und einzige erhaltene Maschine des Typs 737-100

Die 737-100 ist mit einer Länge von 28,63 Metern (94 Fuß) die ursprüngliche Kurzversion der 737-Familie. Der Erstflug erfolgte am 9. April 1967. Die 737 bekam denselben Rumpfquerschnitt und dieselbe Cockpitform, allerdings deutlich kürzer, wie die bereits vorhandenen Typen Boeing 707 und Boeing 727 und ist mit Pratt-&-Whitney-JT8D-Triebwerken ausgestattet. Auf den damals noch üblichen Flugingenieur wurde wie bei vielen anderen Kurzstreckenflugzeugen mit nur zwei Triebwerken verzichtet, entsprechend wurde im Cockpit der 737 keine separate Armaturentafel auf der rechten Seite hinter dem Copilotensitz eingerichtet. Das Flugzeug wurde zunächst belächelt, da seine Flügelspannweite genauso groß war wie seine Länge. Es war in Zusammenarbeit mit der Deutschen Lufthansa AG entwickelt worden, die auch der Hauptabnehmer dieser Version war. Am 15. März 1965 wurde zunächst der Kaufvertrag über 21 Maschinen des Typs 737-130 unterzeichnet. Dieser wurde am 26. Februar 1967 auf 24 Maschinen erhöht, dann aber wieder am 5. August 1968 auf 22 Maschinen reduziert. Diese Maschinen trugen die Boeing-Fabriknummern 19013 bis 19033 sowie 19794. Sie wurden zwischen Dezember 1967 und Februar 1969 in die Flotte der Lufthansa übernommen und dort als B 737 A bezeichnet. Von der Boeing 737-100 wurden insgesamt 30 Stück hergestellt. Neben Lufthansa waren Malaysia Singapore Airlines (MSA) mit fünf und Avianca mit zwei Flugzeugen weitere Kunden. Die NASA übernahm am 26. Juli 1973 die erstgebaute und bis dahin als Prototyp genutzte Maschine von Boeing.
Die beiden Flugzeuge der Avianca wurden im November und Dezember 1971 mit zivilen Kennzeichen auf die deutsche Luftwaffe registriert, kamen aber nie zum Einsatz und gingen via Boeing an Aloha Airlines.
Die fünf von Singapore Airlines betriebenen Boeing 737-100 erwarb Air Florida von 1979 bis 1980.
Zwischen März 1981 und April 1983 verkaufte auch Lufthansa alle Maschinen an People Express, Far Eastern Air Transport und einen Händler.
Die erste Boeing 737 (siehe rechtes Foto) ist mittlerweile die weltweit letzte erhaltene 737-100. Sie steht auf dem seit 2016 überdachten Freigelände des Museum of Flight (Position: 47° 31′ 11″ N, 122° 17′ 58″ W) auf dem Boeing Field in Seattle neben der ersten Boeing 747 sowie weiteren zivilen und militärischen Flugzeugen.

#### Boeing 737-200

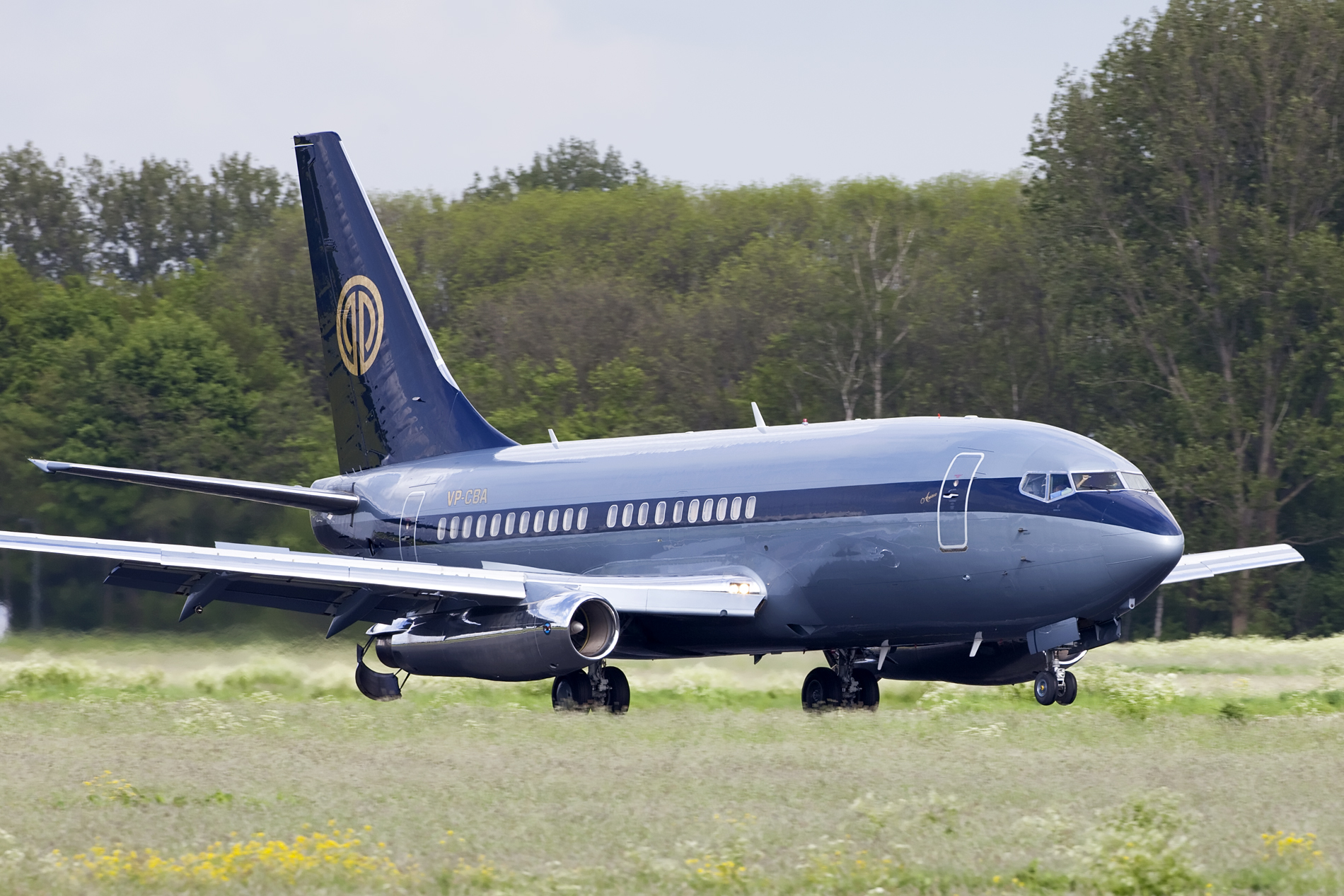
Eine private Boeing 737-200 im Jahr 2012 in Rotterdam

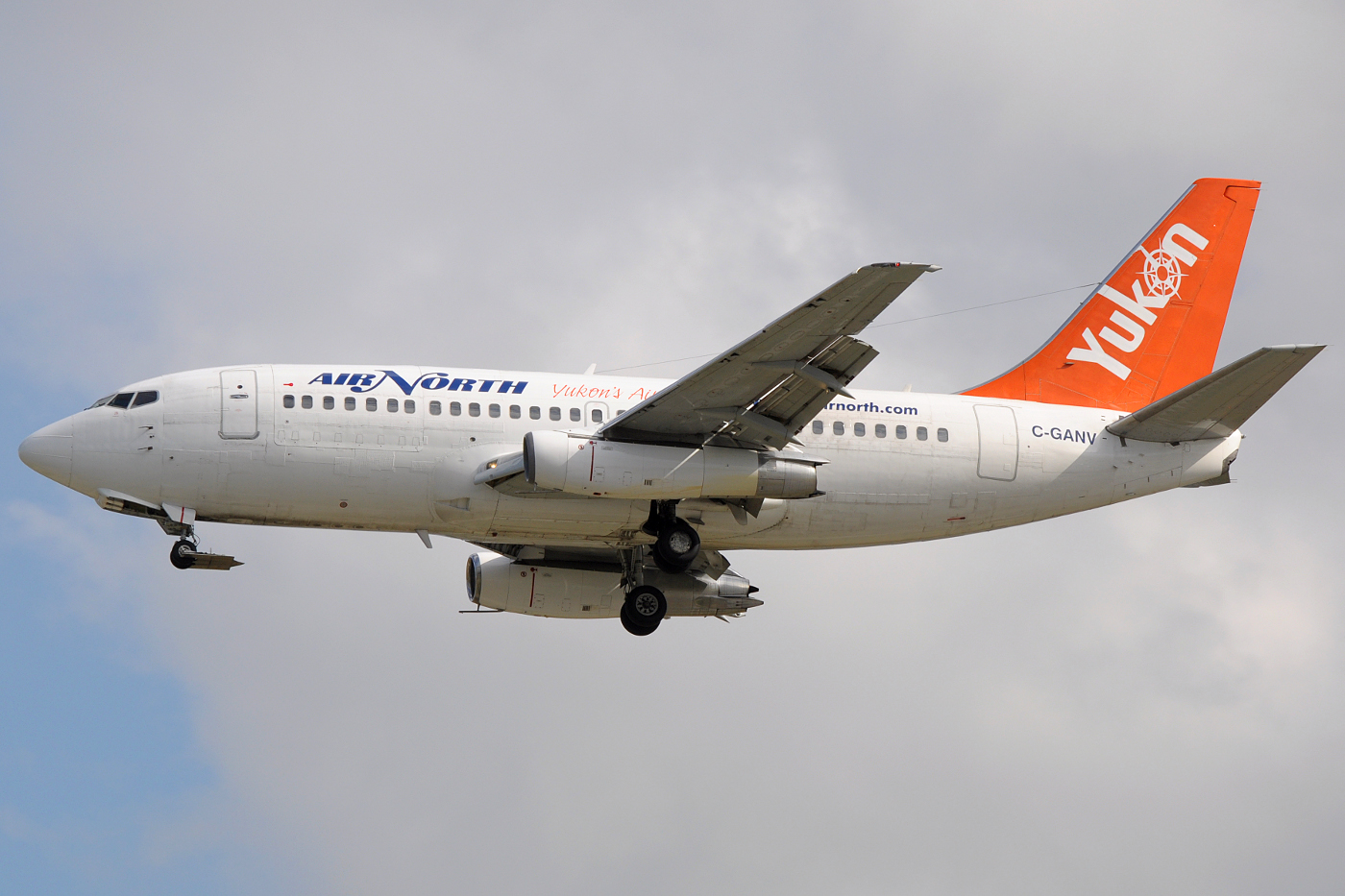
Die einzige Boeing 737-200 C-GANV der Air North mit Unpaved Strip Kit, geeignet zur Landung auf Kiespisten (Bleche an den Fahrwerken und Röhrchen zur Wirbelauflösung an den Triebwerken)

Die Boeing 737-200 ist eine auf 30,53 Meter (ca. 100 Fuß) verlängerte Version der 737-100, die ursprünglich vor allem dem US-Markt angepasst war und noch mit Pratt-&-Whitney-JT8D-Triebwerken ausgestattet ist. Erstkunde dieser in knapp 1100 Stück gebauten Version war United Airlines.
Die 737-200C (C für Convertible) ist eine Version der 737-200, die sowohl für Passagier- als auch für Frachtzwecke verwendet werden kann; der Erstkunde für diese Variante war Wien Air Alaska. Die Deutsche Lufthansa hatte sechs Maschinen der Version 737-230QC, welche sie B 737 C nannte. Diese flogen am Tag Passagiere und in der Nacht Fracht. Dazu gehörte auch die durch die Entführung bekannt gewordene (erste) „Landshut“. Diese und drei weitere wurden 1985 verkauft, während zwei – etwas modifiziert – danach rund um die Uhr Fracht beförderten und die Aufschrift „Lufthansa Cargo“ erhielten. Zum 2017 erfolgten Rückkauf der ehemaligen „Landshut“ durch die Bundesregierung siehe unter D-ABCE.
Mit Stand Januar 2019 sind zwei Boeing 737-200 der Peruanischen Luftwaffe, FAP353 aus dem Baujahr 1969 und FAP354, Baujahr 1970, die weltweit ältesten Boeing 737, die noch betrieben werden. Die drittälteste Maschine stammt aus dem Baujahr 1970, wird von der indonesischen Fluggesellschaft Jayawijaya Dirgantara als Frachtmaschine betrieben und ist die älteste Boeing 737, die noch auf kommerziellen Flügen eingesetzt wird.
Boeing 737-200 Advanced
Die Boeing 737-200 Advanced ist eine Weiterentwicklung der 737-200 mit den gleichen Abmessungen und einer erhöhten Leistung. Sie weist eine größere Reichweite bei vergrößerter Zuladungskapazität auf und kann auf kürzeren Start- und Landebahnen operieren. Zudem wurden die Triebwerke in Bezug auf Verbrauch und Lärmentwicklung optimiert. Signifikant ist auch eine bedeutende Weiterentwicklung der Avionik. Die Boeing 737-200 wurde bis 1988 hergestellt. Die Triebwerke weisen eine längliche Form auf, an der die Maschine gut zu erkennen ist.
Diese Ausführung ersetzte bei der Lufthansa die Versionen -130 und -230 und wurde hier B 737 B genannt.
Von den Versionen -200 und -200 Adv. sind mit Stand August 2018 noch über 77 Stück im Einsatz. Eine Besonderheit ist das von Boeing für spätere Versionen nicht mehr angebotene Unpaved Strip Kit (auch Gravel Kit) für das Starten und Landen auf nicht asphaltierten Pisten, das vor allem noch Fluggesellschaften im kanadischen Norden (Air North, First Air, Canadian North, Nolinor Aviation) nutzen. Diese Spezialausstattung besteht unter anderem aus speziellen Blechen an den Fahrwerken, die Schotter vom Rumpf fernhalten sollen, Verstärkungen im Rumpf, Spezialreifen und besonderen Röhrchen an den Triebwerken, die Zapfluft so ausstoßen, dass durch Luftverwirbelungen keine Fremdkörper ins Triebwerk gelangen können.
Die kanadische Nolinor Aviation beschloss im Juni 2018, zehn 737-200 zu modernisieren, unter anderem mit „Glascockpits“, Trägheitsnavigationssystemen (INS), Flight Management Systemen (FMS) und Automatic Dependent Surveillance (ADS). Zu den zu diesem Zeitpunkt sieben eigenen Maschinen sollen noch weitere drei 737-200 beschafft und umgerüstet werden.
Als Hauptvorteil verspricht man sich die erhebliche Verlängerung der Lebensdauer dieser einzigen Version der 737, die mit den – im Streckennetz der Nolinor benötigten – Gravel Kits ausgerüstet werden kann. Außerdem wird eine massive Reduzierung der Wartungskosten durch die Umstellung von analogen auf digitale Systeme erwartet. Die Gesellschaft geht davon aus, dass die teilweise bereits 40 Jahre alten Flugzeuge jetzt noch weitere 25 Jahre betrieben werden können. Seit 31. Mai 2018 wird die erste modernisierte Maschine „ohne Probleme“ eingesetzt.

### Die „klassischen“ Versionen
Von den klassischen Versionen Boeing 737-300, -400 und -500 wurden 1984 bis 1999 1988 Exemplare produziert. Aufgeschlüsselt nach Typen waren das 1113× 737-300, 486× 737-400 sowie 389× 737-500.

#### Boeing 737-300

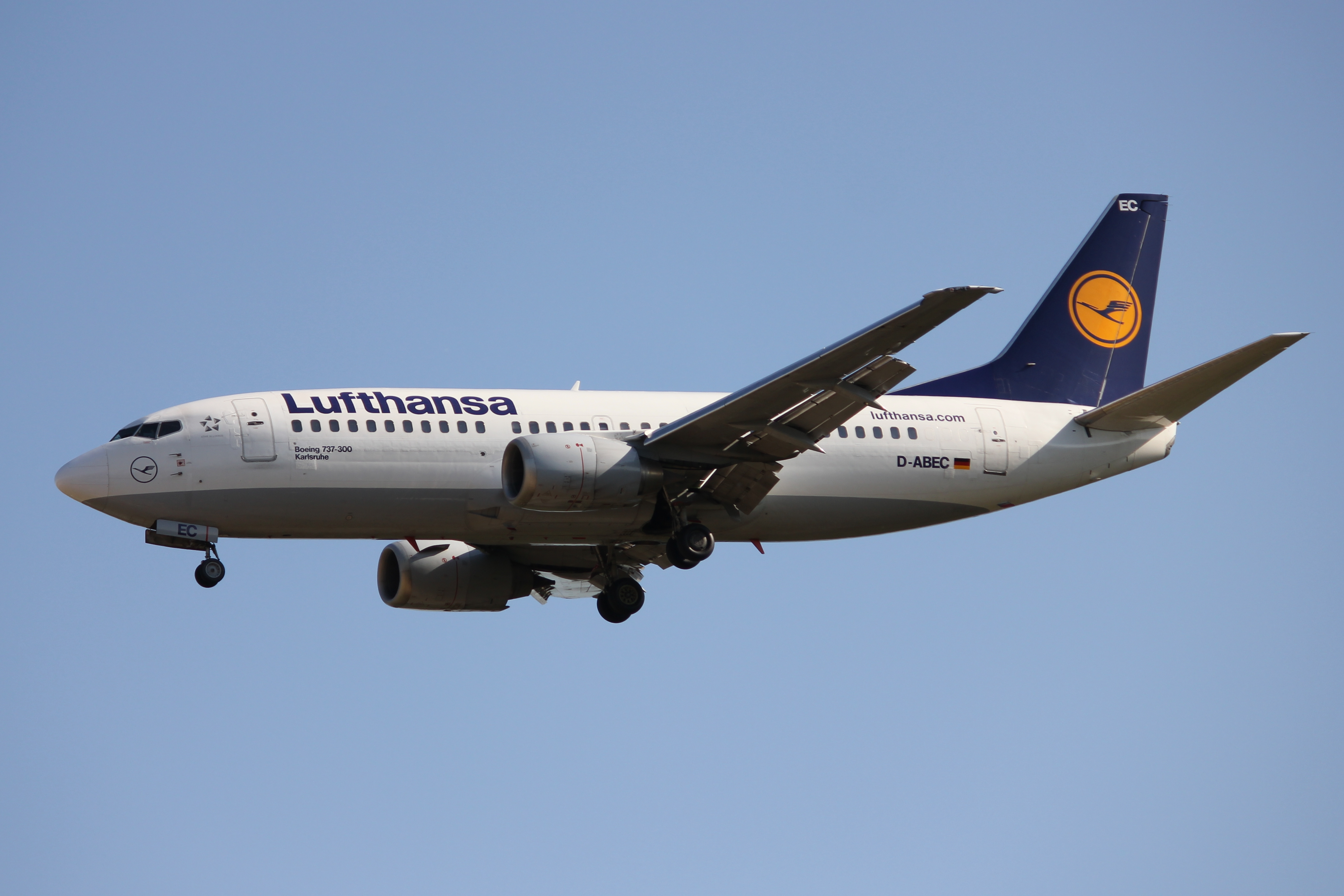
Eine Boeing 737-300 der Lufthansa

Die Boeing 737-300 war ursprünglich eine etwas längere Schwesterversion der Boeing 737-200, wurde dann aber die neue Basisversion der klassischen 737. Sie bekam das moderne CFM56-3-Triebwerk von CFMI und verfügte über ein Flight Management System. Während die ersten Maschinen dieser Serie noch mit einer analogen Instrumentierung versehen wurden, erhielten sie später, nach der am 24. Juli 1986 erfolgten FAA-Zertifizierung, ein Teil-EFIS. Letzteres umfasste einen Electronic Attitude Direction Indicator (kurz EADI), der Informationen zur Raumlage, Geschwindigkeit und den Betriebsmodi des Autopiloten auf einem CRT-Bildschirm vereinigte, sowie einen Electronic Horizontal Situation Indicator (kurz EHSI), der die Übersicht über Flugweg und -plan auf einem zweiten CRT-Bildschirm ermöglichte. Wenngleich die Triebwerkindikationen zunächst weiter über elektromechanische Zeigerinstrumente dargeboten wurden, bestand ab Ende 1988 auch die Möglichkeit, das digitale, LED-basierte Engine Instrument System (kurz EIS) zu verbauen. Diese Version erhielt eine Zulassung für bis zu 149 Sitzplätze. Die Reichweite beträgt bei maximaler Zuladung 2500 Kilometer. Sie wurde in 1113 Exemplaren gebaut.
Die 737-300 flog erstmals am 24. Februar 1984. Die Auslieferungen begannen im November desselben Jahres. Erstkunden dieses Typs waren die US-Gesellschaften Southwest Airlines und USAir. Die britische Orion Airways wurde mit der Auslieferung einer Maschine am 29. Januar 1985 zum Erstbetreiber außerhalb der USA. Einige Maschinen wurden später von Pemco Aeroplex (jetzt Kaiser Group Holding) mit einer seitlichen Frachttür ausgestattet. Dies in Verbindung mit Passagiersitzen auf speziellen Paletten ermöglichte eine schnelle Umrüstung zwischen Fracht- und Passagierbetrieb. Diese erhielten dann die inoffizielle Bezeichnung B737-300QC (für QuickChange). Ab Mai 2003 bestand zudem die Möglichkeit, bestehende 737-300 im Rahmen eines sogenannten „Retrofits“ mit den Winglets der Next-Generation-Serie nachrüsten zu lassen.

#### Boeing 737-400

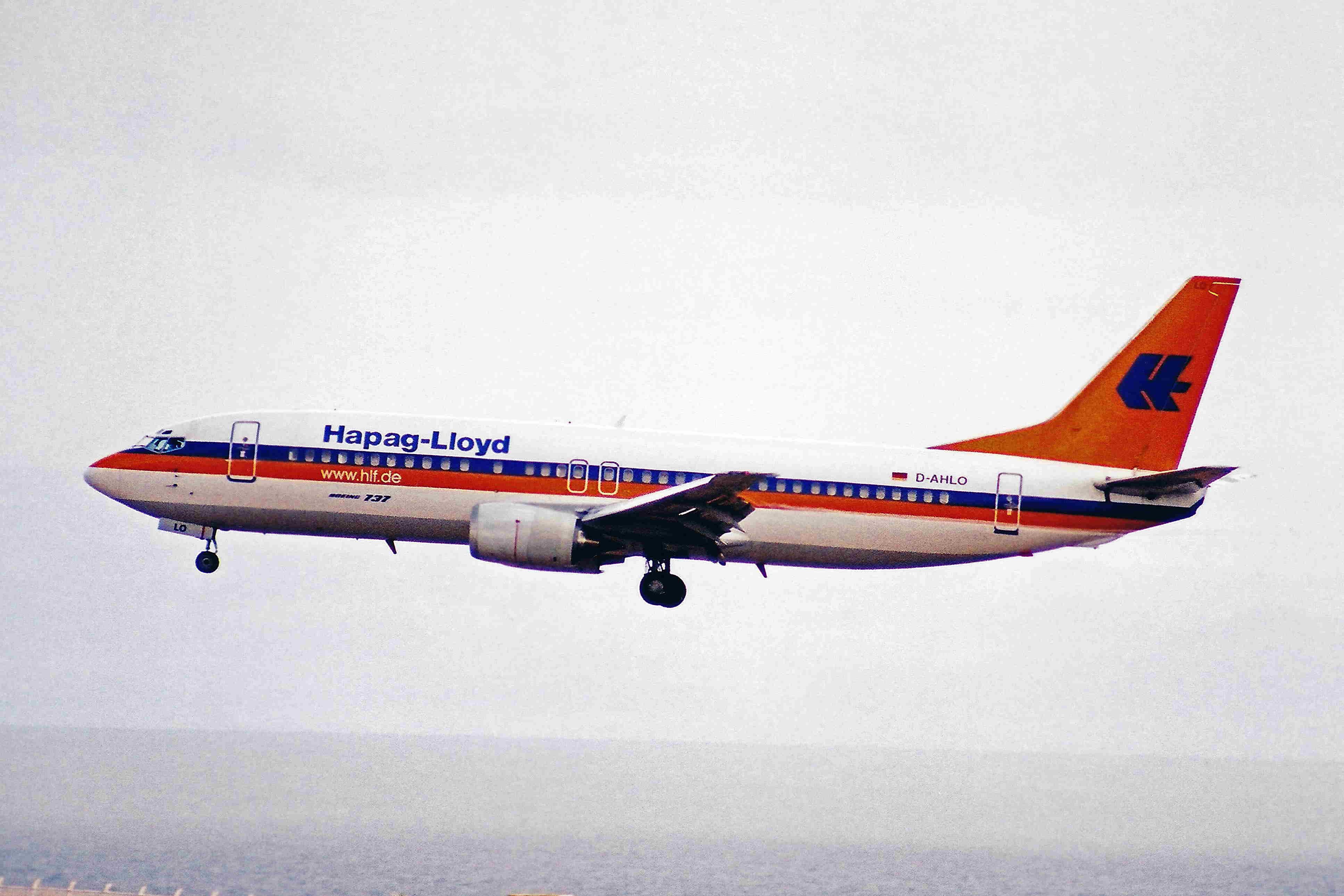
Eine Boeing 737-400 der Hapag Lloyd

Im Juni 1986 wurde bekannt, dass Boeing die 737 nochmals verlängern und eine 400er Variante auf den Markt bringen würde. Sie bot nun bis zu 188 Passagieren Platz, schloss damit zum größeren Airbus A320 auf und ersetzte die Boeing 727. Sie wurde speziell für Charterfluggesellschaften entwickelt. Diese Version war die größte klassische Boeing 737.
Die 737-400 absolvierte am 19. Februar 1988 ihren Erstflug und trat im Oktober desselben Jahres bei Piedmont Airlines ihren Dienst an. Insgesamt wurden von dieser Version 486 Stück ausgeliefert. Die letzte Boeing 737 Classic (Boeing 737-400) wurde am 28. Februar 2000 an ČSA übergeben.

#### Boeing 737-500

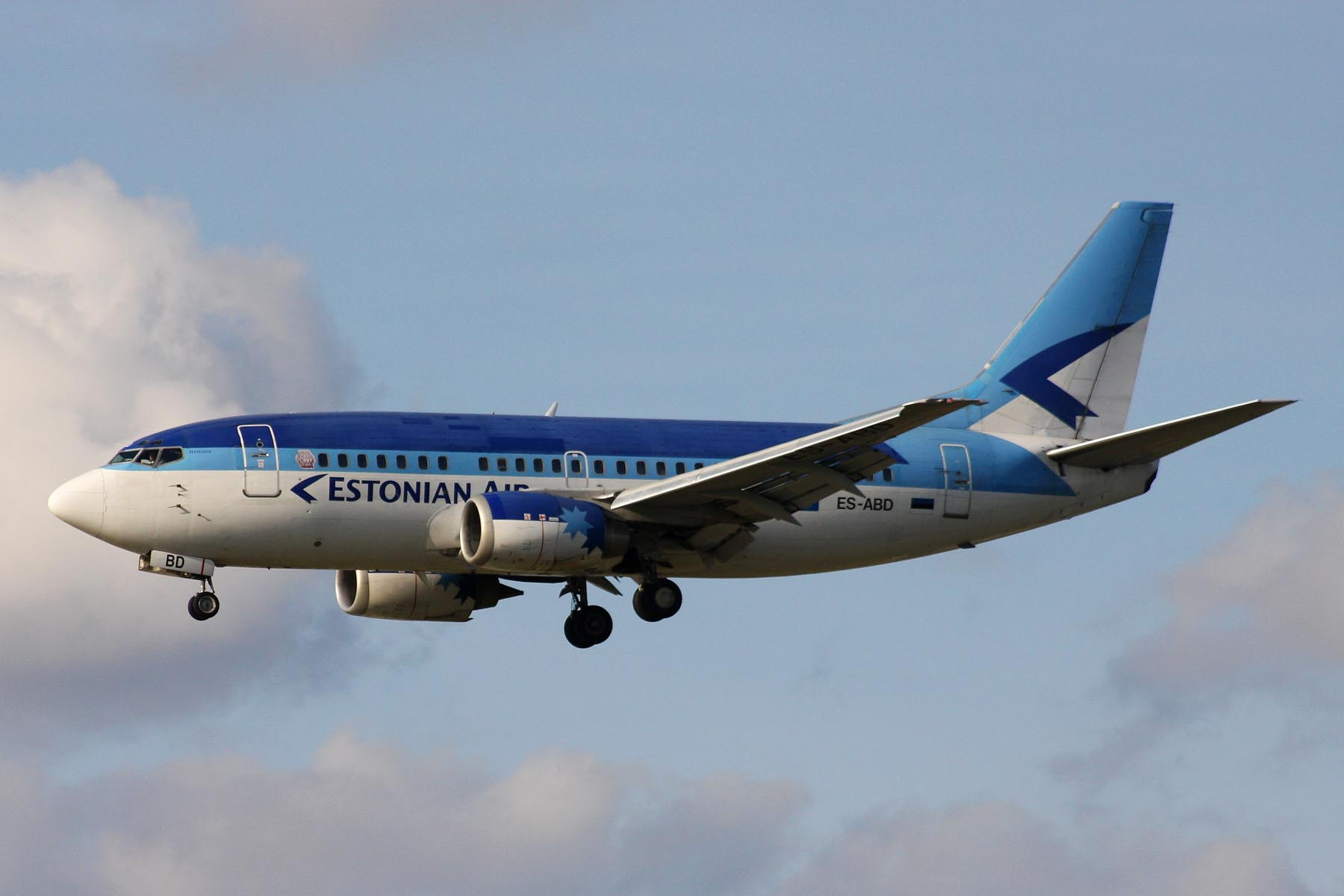
Eine Boeing 737-500 der Estonian Air

Die Boeing 737-500 ist eine verkürzte Version mit der Länge der Boeing 737-200, aber der modernen Technik der -300 und -400. Das Projekt wurde im Mai 1987 unter dem Namen 737-1000 vorgestellt und erhielt später den heute gültigen Versionsnamen. Der Erstflug fand am 30. Juni 1989 statt, die erste Auslieferung erfolgte im Februar 1990 an den Erstkunden Southwest Airlines.
Dieses Flugzeug ist für maximal 140 Passagiere zugelassen; es wird üblicherweise mit 100 bis 110 Sitzen betrieben. Von dieser Version wurden 389 Stück produziert.

### Die „Next Generation“
Als Antwort auf den zunehmend erfolgreicheren Airbus A320 gab Boeing im November 1993 bekannt, seine 737-Familie erneut modernisieren zu wollen. Die entstandenen Versionen (-600, -700, -800, -900 sowie gelegentlich BBJ) wurden von Boeing „Next Generation“ (NG) getauft. Um die Wirtschaftlichkeit zu steigern, wurden die Next-Generation-737 gegenüber den Vorgängerversionen mit modifizierten Avionik-Systemen (aus Kostengründen jedoch ohne EICAS), verbesserten Triebwerken sowie neu entwickelten Tragflächen ausgestattet. Im Gegensatz zur Airbus-A320-Familie verfügen die 737NG nicht über eine elektronische Fly-by-wire-Steuerung.
Bisher wurden 7116 von 7126 bestellten Flugzeugen dieses Typs ausgeliefert (Stand: Ende Juli 2025). Aufgeschlüsselt nach Typen sind das alle 69 bestellten des Typs 737-600, 1128 von 1130 Stück der 737-700, alle 22 Exemplare der 737-700C, alle 14 bestellten 737-700W, 4989 von 4991 Stück des Typs 737-800, 185 von 191 Stück der 737-800A, alle 52 Exemplare der 737-900, alle 505 Stück des Typs 737-900ER, alle 122 Exemplare der BBJ, alle 23 bestellten BBJ2 sowie alle 7 bestellten BBJ3.
Die letzte gebaute 737NG für den kommerziellen Einsatz wurde im Dezember 2019 an KLM ausgeliefert. Die letzte Auslieferung erfolgte allerdings erst am 5. Januar 2020, als zwei 737-800NG an China Eastern Airlines übergeben wurden.
Als Marketingaktion für den neu vorgestellten 787-Dreamliner und die neuen Hausfarben wurden je eine 737-700 (Kunde: Air Berlin), eine 737-800 (Ryanair) und eine 737-900 (Lion Air) in den Dreamlinerfarben lackiert an die Kunden ausgeliefert. Lediglich am Seitenleitwerk und an der Triebwerksgondel wurde der jeweilige Airline-Schriftzug angebracht. Nach einiger Zeit wurden die Maschinen allerdings in die jeweiligen Flottenschemata umlackiert.
Seit Anfang August 2008 wird die 737NG auch mit Carbon-Bremssystemen angeboten, was eine Gewichtsersparnis von bis zu 320 kg und verlängerte Wartungsintervalle bedeutet. Das erste derartige Flugzeug war eine 737-700 für Delta Air Lines.
Ab Ende April 2009 gibt es für die 737NG zusätzlich ein neues optionales Kabinendesign mit geschwungenen Linien, das sich an der Boeing 787 orientiert und „Sky Interior“ genannt wird. Dabei kommen eine indirekte LED-Beleuchtung und leicht vergrößerte Gepäckfächer sowie eine verbesserte Belüftung und Schallisolierung zum Einsatz.

#### Boeing 737-600

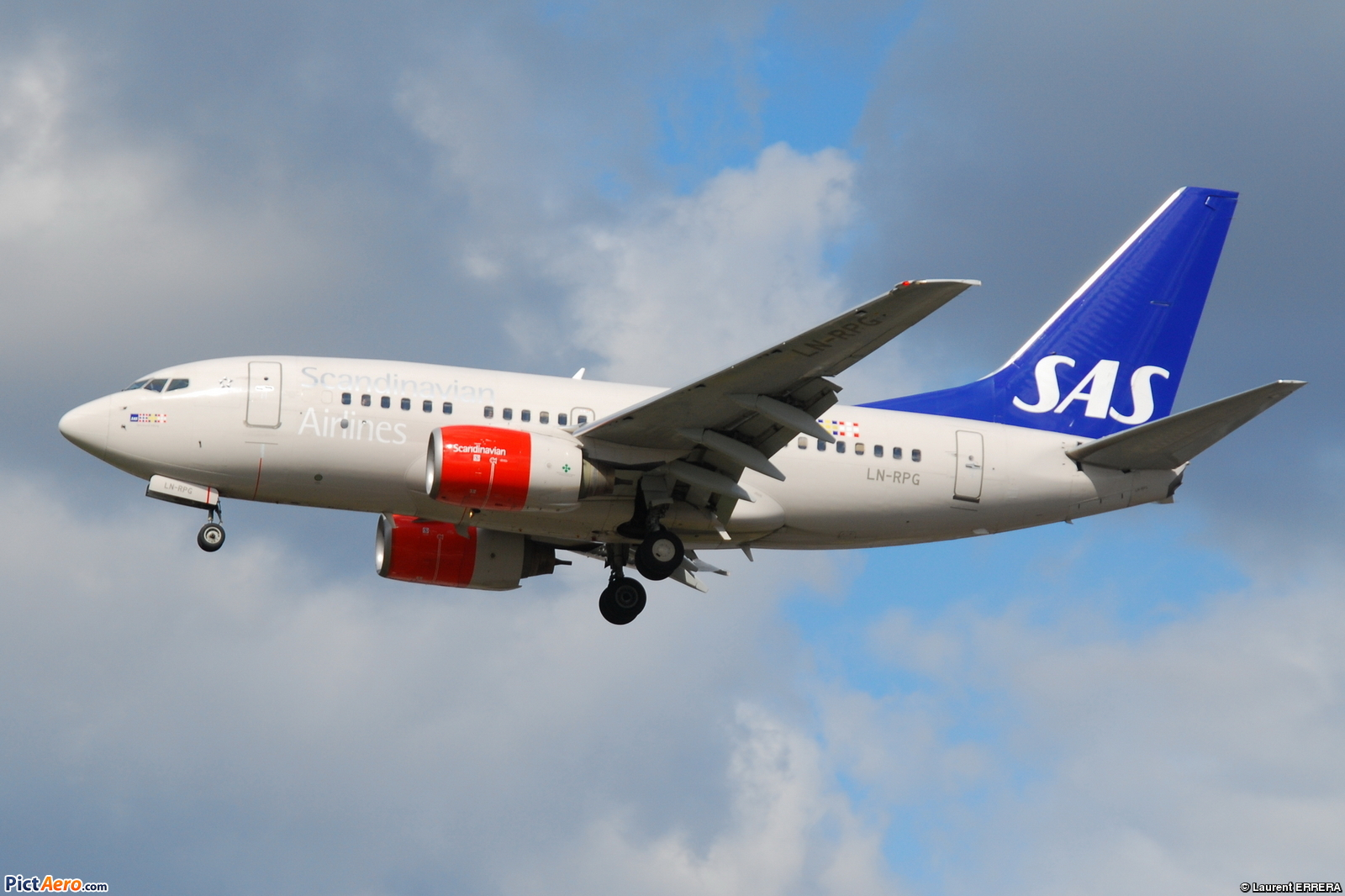
Eine Boeing 737-600 der SAS

Die Boeing 737-600 ist eine verkürzte Version mit der Länge der Boeing 737-200/-500, aber der modernen Technik der Next-Generation-Versionen. Die Entwicklung der 737-600 wurde am 16. März 1996 gestartet, der Erstflug fand am 22. Januar 1998 statt. Die erste Auslieferung folgte im September desselben Jahres an den Hauptkunden dieser Variante SAS.
Die 737-600 bietet Platz für maximal 149 Passagiersitze, üblicherweise wurden 100 Plätze eingesetzt. Die Kosten für eine 737-600 beliefen sich auf 50 bis 57 Millionen US-Dollar. Es wurden insgesamt nur 69 Stück bestellt und ausgeliefert. Die letzten 13 Maschinen wurden bis September 2006 an Westjet ausgeliefert. Da weitere Bestellungen ausblieben, wurde damit die 737-600 als erste Version der Next-Generation-Baureihe eingestellt.
Im Februar 2019 waren von 69 hergestellten Maschinen noch 36 bei fünf Fluggesellschaften in Betrieb: 13 bei WestJet, 7 bei Tunisair, 6 bei Janet, 5 bei Air Algérie und weitere 5 beim ehemals größten Betreiber SAS Scandinavian Airlines. Letztere wird die Maschinen bis Ende des Jahres 2019 ausmustern. Von den übrigen Maschinen waren die meisten zu diesem Zeitpunkt bereits verschrottet.

#### Boeing 737-700

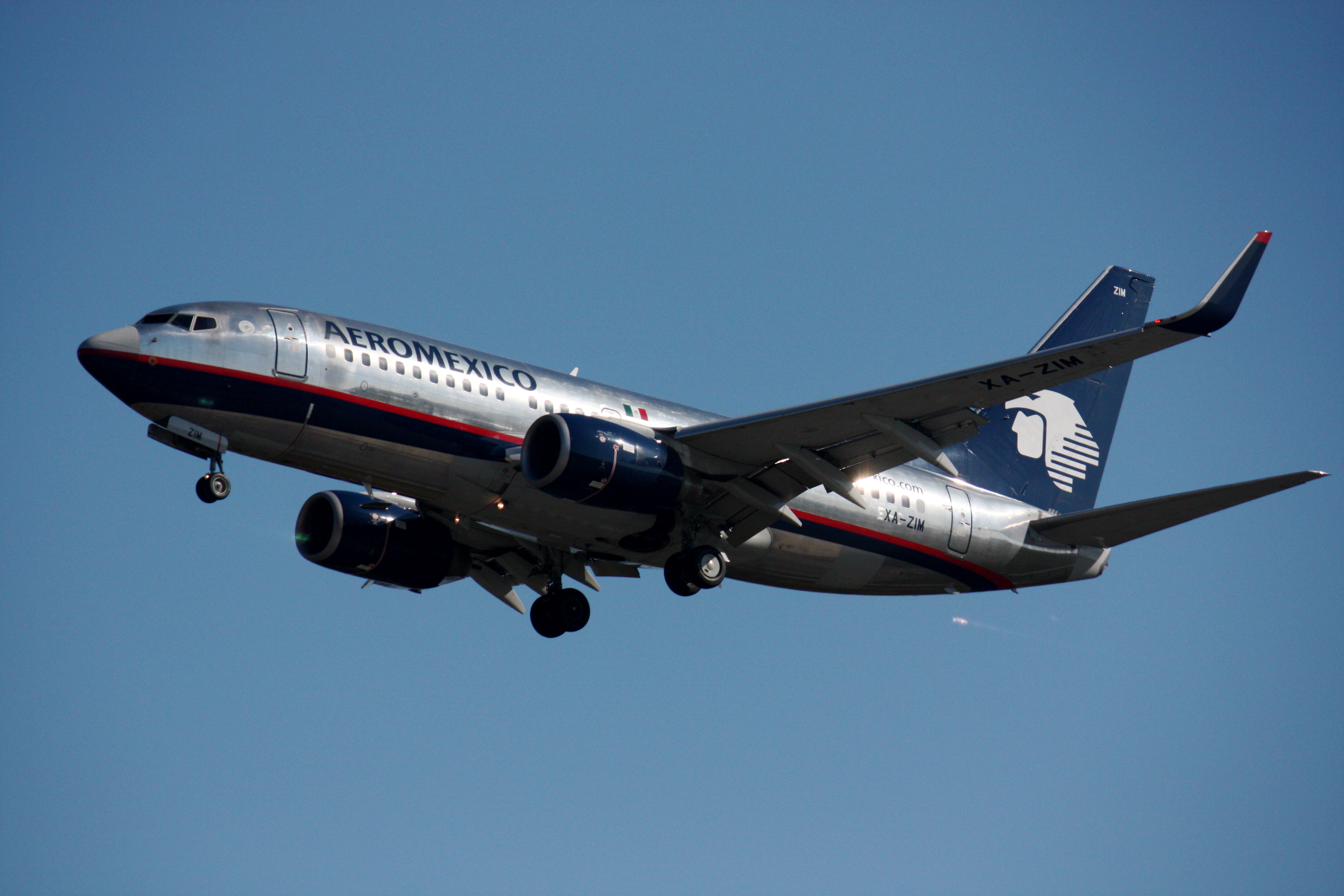
Eine Boeing 737-700 der Aeroméxico mit Winglets

Die Boeing 737-700 war die erste Version der „Next Generation“ (NG) und entspricht in der Länge etwa der Boeing 737-300. Sie wurde im November 1993 als erste 737NG vorgestellt, der Roll-Out fand am 7. Dezember 1996 statt. Die Zertifizierung folgte im November 1997, worauf dann im Dezember der Erstkunde Southwest Airlines den Flugdienst mit der 737-700 aufnahm. Eine Maschine kostete 2013 durchschnittlich 76,0 Millionen US-Dollar.

##### Boeing 737-700C (C-40)
Die Boeing 737-700C (C = Convertible) ist eine Version der Boeing 737-700, die mit einer „Quick-Change“-Option in weniger als einer Stunde von einem Passagierflugzeug in ein Frachtflugzeug umgebaut werden kann (oder umgekehrt). Sie verfügt über die verstärkten Tragflächen der Boeing 737-BBJ. In einer Ein-Klassen-Konfiguration können bis zu 149 Passagiere befördert werden, die Zwei-Klassen-Konfiguration bietet Platz für bis zu 126 Passagiere. In der Frachtversion können bis zu 18.780 kg Fracht über 5335 km (2880 NM) befördert werden. Die Boeing 737-700C ist mit einer neu entwickelten Frachttür im Hauptdeck ausgerüstet. Die ersten beiden Vollfrachter wurden am 3. September 1997 von der United States Navy bestellt. Die militärische Variante wird C-40 Clipper genannt. Bis Juni 2019 wurden insgesamt 22 Einheiten der 737-700C an vier Kunden ausgeliefert.

##### Boeing 737-700ER
Die 737-700ER ist eine Version der 737-700, die über ein um etwa 7,5 t erhöhtes maximales Abfluggewicht sowie eine maximale Reichweite von 10.200 km verfügt. Im Zuge dieser Leistungsverbesserungen wird die 737-700ER unter anderem mit dem Hauptfahrwerk und den Tragflächen der 737-800 ausgestattet. Die aerodynamischen und strukturellen Modifikationen für diese neue Variante basieren größtenteils auf für den BBJ entwickelten Veränderungen. Offiziell gestartet wurde das Programm am 31. Januar 2006 mit einer Bestellungsumwandlung durch ANA, die zwei bestellte 737-700 in zwei Exemplare der -700ER umwandelte, die im März 2007 ausgeliefert wurden.

##### Boeing 737-700F
Die Boeing 737-700F ist ein Umbaufrachter auf Basis der Boeing 737-700. Erstbetreiber wurde im Oktober 2017 Alaska Air Cargo. Das Flugzeug wurde von Israel Aerospace Industries in Tel Aviv umgebaut.

##### Boeing 737-AEW&C
Die Boeing-Sparte Integrated Defense Systems vertreibt in Zusammenarbeit mit Northrop Grumman auf Basis der 737-700ER die 737-AEW&C (= Airborne Early Warning & Control). Sie wird im militärischen Bereich als Frühwarn- und Überwachungsflugzeug eingesetzt, wozu sie mit einer 10,8 m langen und 2,7 Tonnen schweren Radarantenne auf dem Rumpf ausgerüstet wird. Abnehmer sind bislang die Luftstreitkräfte Australiens, Südkoreas und der Türkei.

##### Boeing 737-700BDSF
Die Boeing 737-700BDSF ist eine Version der 737-700, die von Israel Aerospace Industries zu Frachtern umgebaut werden. Der erste Umbau begann 2016 an einer Alaska-Airlines-Maschine (N627AS, Erstflug 2001). Der Erstflug als Frachter fand am 17. Februar 2017 in Tel Aviv statt. Ende September 2017 wurde das erste Flugzeug an Alaska Airlines ausgeliefert.

#### Boeing 737-800

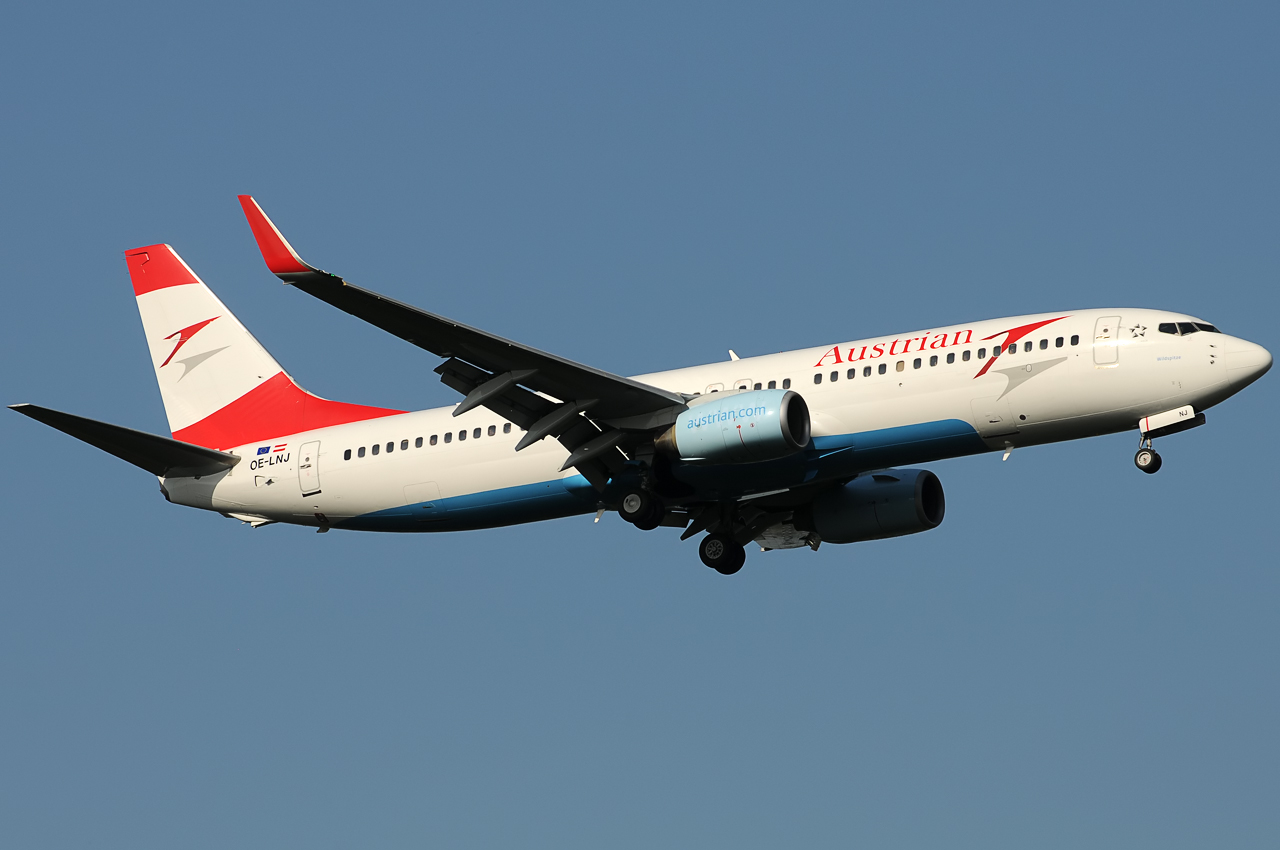
Eine Boeing 737-800 der Austrian Airlines mit Winglets

Die Boeing 737-800 ist etwas länger als die 737-400 (39,5 m lang, 12,5 m hoch, 35,79 m Spannweite), optional mit den großen Winglets erhältlich, die eine Höhe von 2,60 Meter haben, und kann maximal 189 Passagiere befördern. Das Projekt wurde am 5. September 1994 unter dem Namen 737-400X Stretch gestartet. Der Erstflug erfolgte am 31. Juli 1997, im April 1998 wurde das erste Flugzeug der Hapag-Lloyd Flug (heute TUIfly) übergeben. Von Hapag-Lloyd stammte auch die Forderung nach einer Reichweitenerhöhung. Die Fluggesellschaft forderte im Lastenheft, die Strecke Hannover–Kanaren vollbesetzt ohne Tankstopp fliegen zu können. Für VARIG wurde die Variante SFP (short-field performance) entwickelt, um auf der nur 1350 Meter kurzen Piste des Flughafens Rio de Janeiro-Santos Dumont starten zu können.
Mit 4991 Bestellungen und 4989 Auslieferungen (Stand: Ende Juli 2025) ist die 800er-Reihe die erfolgreichste Variante der 737NG-Familie. Ihr Kaufpreis betrug 2013 durchschnittlich 90,5 Millionen US-Dollar.
Die Fluggesellschaft Ryanair betrieb zwischen 1998 und 2020 ausschließlich Flugzeuge des Typs 737-800 als Teil der Geschäftsstrategie (einfaches Flottenmanagement). Insgesamt wurden 531 Exemplare dieses Typs gekauft, die letzte Maschine wurde am 13. Dezember 2018 übernommen. Im Mai 2023 waren noch 222 Stück im Einsatz. Im Januar 2021 wurde die erste Boeing 737 Max 200, deren Erstkunde die Airline ist, eingeflottet. Seither sind alle weiteren Neuauslieferungen Boeing 737 Max, wobei bei Tochtergesellschaften von Ryanair auch andere Flugzeugtypen, z. B. Airbus A320, zum Einsatz kommen.
Nach dem Brand einer Boeing 737-800 der China Airlines am 20. August 2007 in Okinawa wurde von der FAA und der EASA angeordnet, dass alle Maschinen dieses Typs innerhalb von zehn Tagen auf lose Führungsstifte in der Tragflächenvorderkante untersucht werden mussten.

##### Boeing 737-800BCF
Die Boeing 737-800BCF (Boeing Converted Freighter) ist ein Umbaufrachter auf Basis gebrauchter Passagierversionen der Boeing 737-800. Die erste Auslieferung erfolgte am 19. April 2018 an das Leasingunternehmen GECAS, welches die Maschine an West Atlantic verleaste. Zum Zeitpunkt der Auslieferung lagen laut Boeing 45 Festbestellungen und Zusagen von sieben verschiedenen Kunden vor.

#### Boeing 737-900

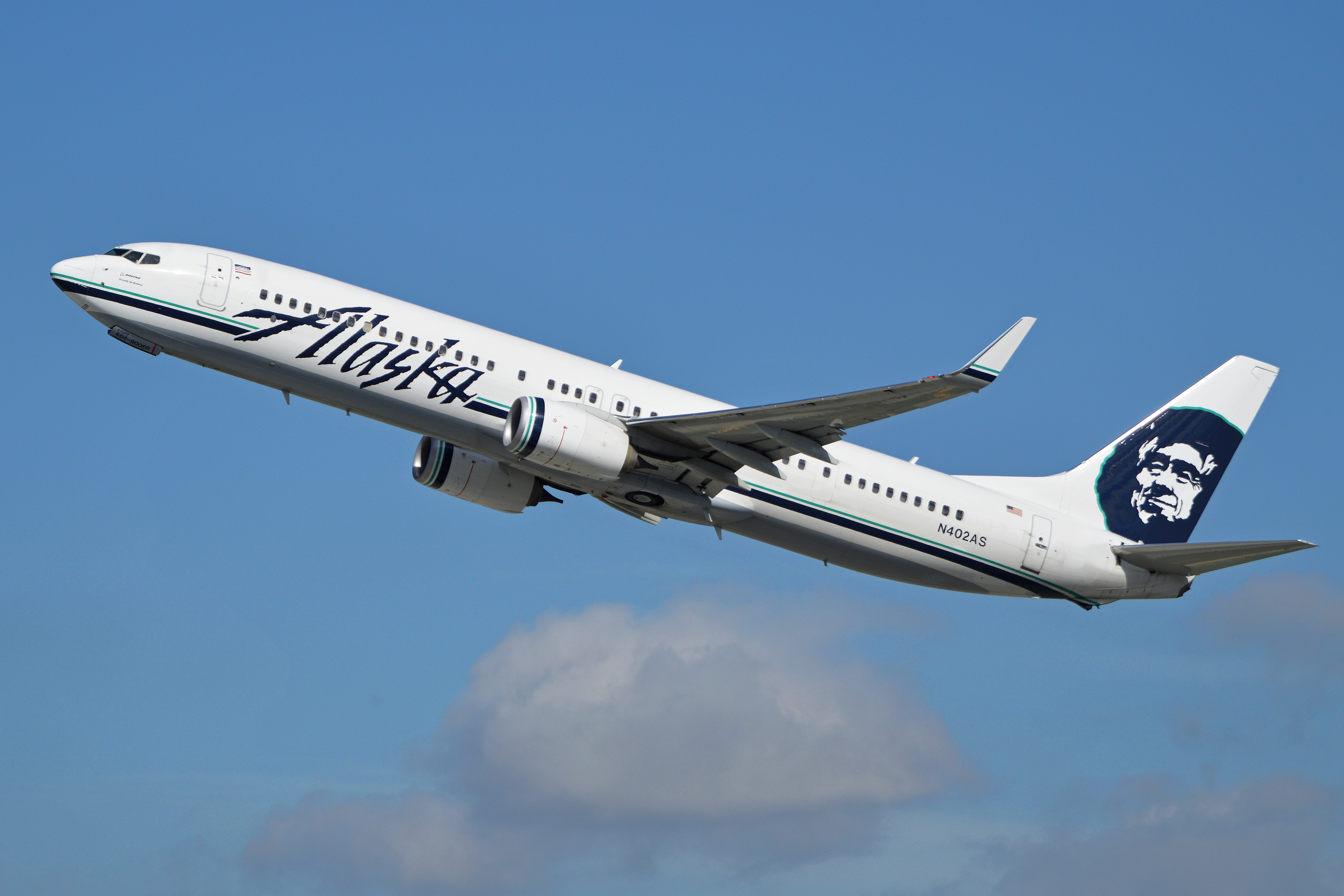
Eine Boeing 737-900ER der Alaska Airlines mit Winglets

Die Boeing 737-900 ist die bisher größte aller Boeing 737. Die maximale Anzahl ihrer Passagiersitze wurde auf 189 limitiert, da die Anzahl der Notausgänge gegenüber der Boeing 737-800 nicht erhöht wurde. Für Mehrklassen-Bestuhlungen stellt die Begrenzung kein Problem dar. Die Entwicklung wurde am 10. September 1997 mit einer Order über zehn Flugzeuge von Alaska Airlines gestartet. Der Erstflug fand am 3. August 2000 statt, das erste Flugzeug wurde am 15. Mai 2001 an Alaska Airlines übergeben. Nach 52 ausgelieferten Maschinen wurde die Produktion zu Gunsten der 737-900ER eingestellt.
Boeing 737-900ER
Da die Basisversion der 737-900 trotz ausreichender Länge aufgrund einer zu geringen Anzahl an Notausgängen maximal 189 Passagiere befördern darf, forderten einige Fluggesellschaften frühzeitig, diesen Mangel zu beheben und die Version darüber hinaus mit höherer Reichweite auszustatten. Im Ergebnis entstand die 737-900ER (früher 737-900X), die dank zusätzlicher Notausgänge nun für bis zu 220 Passagiere zugelassen ist. Weitere Veränderungen gegenüber der Standard-737-900 sind verstärkte Tragflächen und zusätzliche Treibstofftanks, mit denen die Reichweite auf 5.925 Kilometer erhöht werden konnte. Als Erstkunde der 900ER wurde am 18. Juli 2005 die indonesische Lion Air vorgestellt, welche die ersten Maschinen am 27. April 2007 erhalten hat.
Rollout der ersten Maschine war im August 2006, der Erstflug fand am 1. September desselben Jahres statt. Üblicherweise ist die 737-900ER mit 170 bis 180 Sitzplätzen ausgestattet, die Maschinen der Lion Air mit 206 beziehungsweise 214 Sitzen. Die 737-900ER tritt damit in Konkurrenz zum Airbus A321. Darüber hinaus soll sie auch die alternde und nur minimal größere 757-200 ersetzen.
Eine Boeing 737-900ER kostete 2013 durchschnittlich 96,1 Millionen Dollar. Bis Juni 2019 wurden insgesamt 505 Maschinen dieses Typs ausgeliefert.

#### Boeing Business Jets
Bei den Boeing Business Jets, oder kurz BBJ, handelt es sich um Geschäftsreiseflugzeuge, die zusammen mit General Electric auf Basis der Boeing 737NG entwickelt worden sind.

#### Boeing P-8 Poseidon
Bei der Boeing P-8 Poseidon handelt es sich um ein Seefernaufklärungs- und U-Boot-Jagdflugzeug auf Basis der Boeing 737-800.

### Die „Max“-Versionen

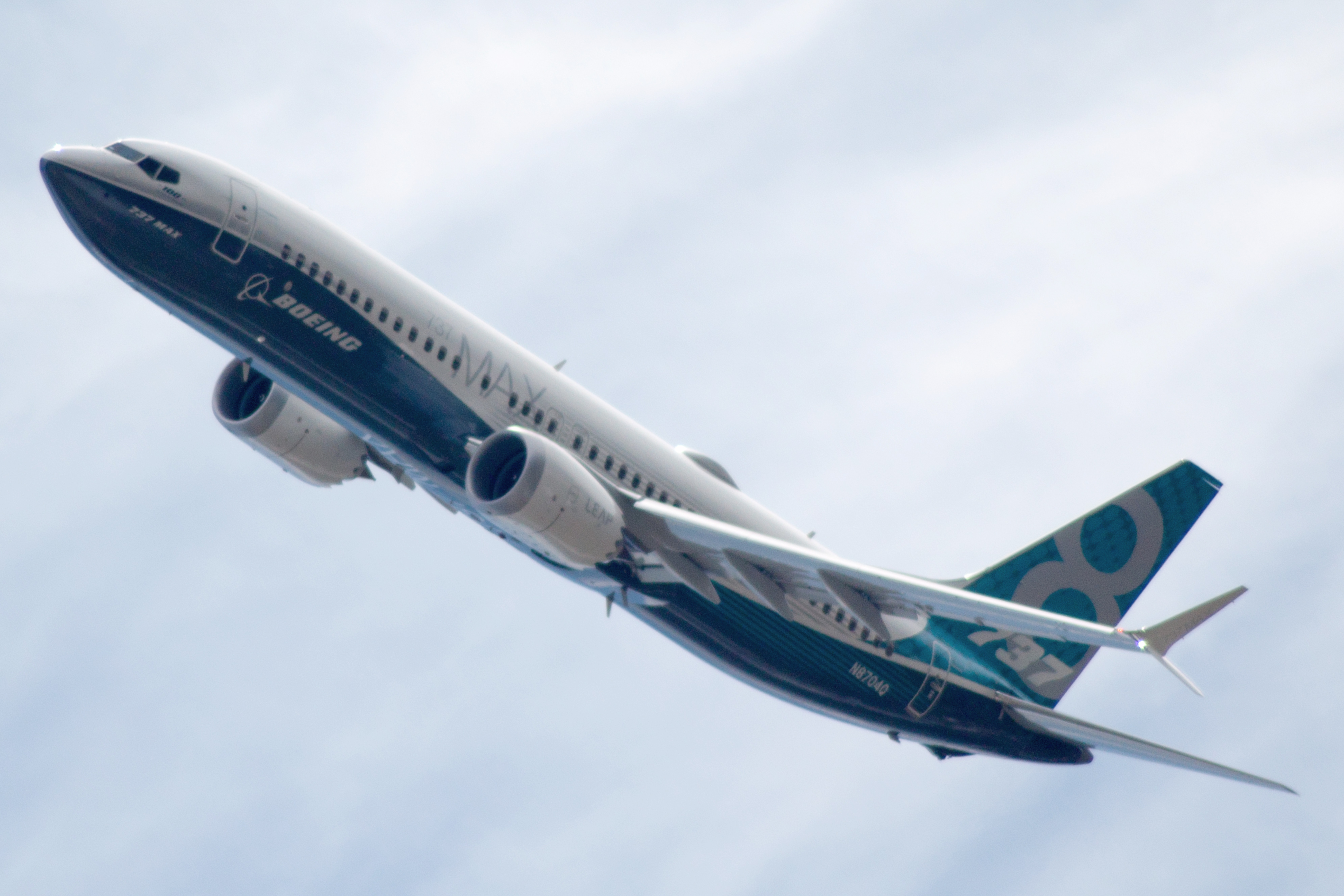
Boeing 737 Max 8 während einer Flugvorführung

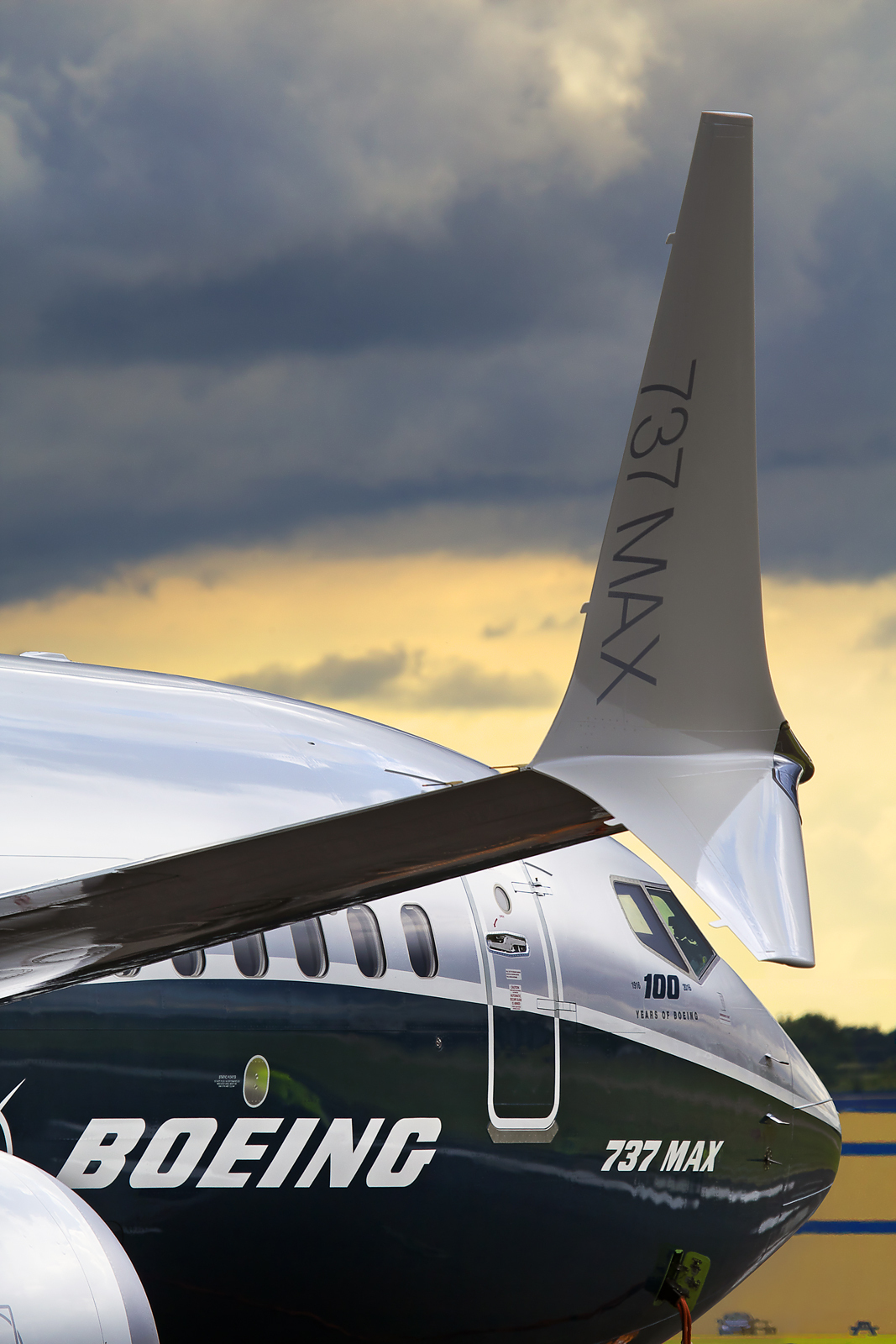
Split-Tip-Scimitar-Winglets

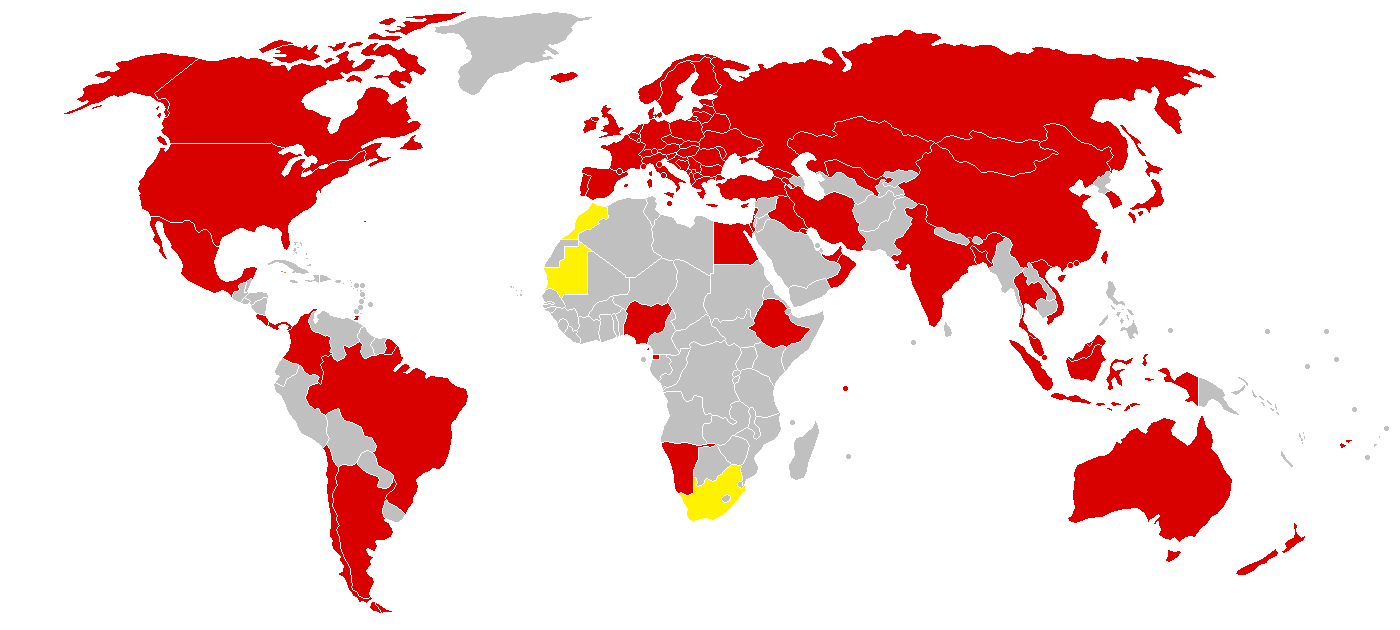
Flugverbote der 737 Max nach Ländern am 17. März 2019:

Am 30. August 2011 wurde von Boeing unter der Bezeichnung 737 Max (Eigenschreibweise: 737 MAX) nach einer großen Bestellung von American Airlines eine erneute Modernisierung der 737 mit wirtschaftlicheren LEAP-Triebwerken bekanntgegeben. Nachdem im Jahr 2010 Airbus eine Überarbeitung der Airbus-A320-Familie angekündigt hatte, beschloss damit auch Boeing eine Überarbeitung anstelle der Neuentwicklung anhand der begonnenen Studie Boeing Y1. Die Versionen 737 Max 7, 737 Max 8 und 737 Max 9 basieren auf den Next-Generation-Versionen 737-800 und 737-900ER. Die kleinste Next-Generation-Version 737-600 wird nicht als Max-Version gebaut, die Max 7 ist im Vergleich zur 737-700 verlängert und mit strukturellen Elementen der 737 Max 8 ausgestattet.
Die New Engine Family war eine Reaktion auf die A320neo-Familie und soll an Airbus verlorene Marktanteile aufholen. Die Triebwerke der 737 Max haben einen Fandurchmesser von 1,73 m, das sind 18 Zentimeter mehr als bei der 737NG. Wegen des geringen Bodenabstands der Tragflächen wurden die Triebwerke an weiter nach vorn reichenden Triebwerkspylonen sowie höher befestigt und das Bugfahrwerk um etwa 20 cm verlängert. Die neuen Triebwerksverkleidungen haben Sägezahnhinterkanten.
Bis Ende Juli 2025 wurden 6.779 Exemplare der Max-Version bestellt und 1.923 davon ausgeliefert; die Erstauslieferung erfolgte im Mai 2017 an Lion Air. Zunächst war die Variante eine einigermaßen erfolgreiche Reaktion auf die A320neo-Familie (11.179 Bestellungen und 4.051 Auslieferungen bis Ende Juli 2025). Eine 737 Max 7 kostet durchschnittlich 85,1 Millionen US-Dollar, eine 737 Max 8 etwa 103,7 Millionen US-Dollar und eine 737 Max 9 etwa 109,9 Millionen US-Dollar (Stand: 2013).
Aufgrund der an Airbus erteilten Aufträge derselben Flugzeugklasse bemühte sich die Boeing-Geschäftsleitung, die 737 Max schnell zu zertifizieren: Manager der Luftfahrtbehörde Federal Aviation Administration (FAA) drängten FAA-Sicherheitsingenieure, Sicherheitsbewertungen an Boeing zu delegieren und die daraus resultierende Analyse rasch zu genehmigen.
Nachdem es im Zusammenhang mit der neuen Software MCAS zu zwei Flugzeugabstürzen und in der Folge zu nahezu weltweiten Flugverboten für die Max-Reihe gekommen war (siehe folgenden Abschnitt), reduzierte der Konzern Anfang April 2019 die Produktionsrate von 52 auf 42 Exemplare pro Monat. Zunehmend ergaben sich Platzprobleme, da über 400 Exemplare zwischengelagert werden mussten, weil diese nicht ausgeliefert werden konnten. Dies führte im Dezember 2019 zur vorübergehenden Einstellung der Boeing-737-Max-Produktion, da eine Wiederzulassung nicht bis zum Ende des Jahres 2019 zu erwarten war. Im Januar 2020 wurden weitere Softwareprobleme bekannt. Diese lagen in einem Bereich, der für die Wiederzulassung sehr wichtig war.
Anfang März 2020 erhielt der US-Kongress vorläufige Ergebnisse seines Untersuchungsausschusses zur 737 Max. Dieser erhob schwere Vorwürfe gegen Boeing und die FAA. Die 737 Max sei eine „grundlegend fehlerhafte und unsichere“ Maschine. Der FAA seien wichtige Informationen vorenthalten worden, weil bei Boeing eine „Kultur des Verheimlichens“ geherrscht habe. Der Verkehrsausschuss stellte fest, dass Boeing und die FAA „mit der Sicherheit der Menschen gespielt“ haben. Boeing sei für „mehrere technische Designfehler“ und Täuschungen bei der Einholung der notwendigen Zertifikate verantwortlich.
Im März 2020 verlangte die FAA eine Änderung der Verkabelung auch bei bereits eingesetzten 737-Max-Flugzeugen.
Im November 2020 hob die FAA das Startverbot der 737 Max unter der Bedingung auf, dass das MCAS aktualisiert wurde. Im Dezember 2020 gab Ryanair die Bestellung von 75 Flugzeugen der Max-Baureihe bekannt und die brasilianische Fluggesellschaft Gol führte nach mehr als 20 Monaten Flugverbot den ersten kommerziellen Linienflug mit einer umgerüsteten 737 Max durch.
Im Januar 2021 meldete das US-Justizministerium in Washington, Boeing habe wegen Betrugs- und Verschwörungsvorwürfen im Zusammenhang mit dem Skandal um die 737 Max Strafzahlungen von mehr als 2,5 Milliarden Dollar zur Beilegung strafrechtlicher Verfahren zugestimmt.
Seit dem 27. Januar 2021 ist die 737 Max auch in Europa wieder zugelassen. Die EASA bestätigte die Lufttüchtigkeit des Typs, sobald die durch die Lufttüchtigkeitsanweisung nötigen Änderungen an Hard- und Software durchgeführt worden sind. Zusätzlich setzt die EASA, ebenso wie die FAA, ein zusätzliches Training für 737-Max-Piloten voraus.

#### Zwingende Hauptmaßnahmen der EASA-Lufttüchtigkeitsrichtlinie
- Softwareaktualisierungen für den Flugsteuerungscomputer, einschließlich des MCAS
- Softwareaktualisierungen zur Anzeige einer Warnung im Falle einer Unstimmigkeit zwischen den beiden Anstellwinkel-Sensoren
- Physische Trennung der Kabel, die vom Cockpit zum Trimmmotor des Stabilisators geführt werden
- Aktualisierungen von Flughandbüchern
- Verpflichtendes Training für alle Piloten, bevor sie die 737 Max wieder fliegen, und Aktualisierungen der Erst- und Wiederholungsausbildung von Piloten auf der Max
- Tests aller Systeme, einschließlich des Anstellwinkel-Sensorsystems
- Durchführung eines Testflugs (je betroffenem Flugzeug) ohne Passagiere vor der Wieder-Indienststellung[77]

#### Maneuvering Characteristics Augmentation System (MCAS)
Die größeren und weiter nach vorne versetzten Triebwerksgehäuse der Max-Versionen erzeugen bei hohen Anstellwinkeln (um 14°) selbst so viel Auftrieb, dass den Piloten die Kontrolle über die Fluglage erschwert und durch eine weitere Erhöhung des Anstellwinkels ein Strömungsabriss wahrscheinlicher wird. Deshalb führte Boeing das Trimmsystem Maneuvering Characteristics Augmentation System (MCAS) ein, welches kritische Situationen durch Reduzierung des Anstellwinkels verhindern soll. Dieses System war bereits zuvor in der KC-46A, einer Militärversion der Boeing 767, verwendet worden. Für die 737 Max wurde das System vereinfacht, so dass es u. a. nur einen Geber (statt zwei bei der KC-46A) für den Anstellwinkel (Angle of Attack, kurz AoA) benutzt. Als die Änderung der FAA zur Genehmigung vorgestellt wurde, betrug der einzelne Eingriff des MCAS 0,6°, bei dem später tatsächlich gelieferten Design waren es 2,5° (bei 5° Vollausschlag) mit sich endlos wiederholenden Eingriffen alle 10 Sekunden. Um die Umschulung von NG-Piloten auf die Max-Versionen zu erleichtern, soll Boeing das MCAS und seine Funktionsweise verschwiegen haben. Nach Angaben von Piloten wurde es nicht in Handbüchern erwähnt und somit auch nicht seine Deaktivierungsmöglichkeiten.
Eine Fehlfunktion des MCAS wird als wahrscheinliche Ursache der Abstürze der Boeing 737 Max auf dem Lion-Air-Flug 610 und dem Ethiopian-Airlines-Flug 302 angesehen. Die Ermittlungen legten schon zu einem frühen Zeitpunkt nahe, dass das MCAS vom Anstellwinkelsensor falsche Werte erhielt und mit unnötigen und gefährlichen Korrekturen reagierte. Damit wurde ein unzuverlässiger Winkelsensor zum Single Point of Failure, was den Richtlinien (z. B. Federal Aviation Regulations) widerspricht. Im weiteren Verlauf der Ermittlungen soll es auch um die Schuldfrage der Piloten gehen. Pilotengewerkschafter und eine Fluggesellschaft hatten beklagt, in den Trainingsunterlagen hätte es „ursprünglich keinen Hinweis auf das Assistenzsystem MCAS gegeben“. Systeme, die ohne Wissen der Piloten autonom arbeiten, seien zwar Standard, doch habe Boeing die Aufsichtsbehörde FAA getäuscht, „mit welcher Vehemenz MCAS tatsächlich in den Flug eingreifen kann.“ Laut Berichten waren einige Piloten in einem nur zweistündigen Training am iPad für die neue Version geschult worden; unveränderte Flugeigenschaften gegenüber den Vorgängerversionen waren ein Verkaufsargument, da keine neue Musterberechtigung nötig war und somit die Trainingskosten der Einführung der Version bei den Fluggesellschaften niedrig gehalten werden konnten.
Eine von der FAA eingesetzte Expertenkommission überprüfte den MCAS-Zertifizierungsprozess und kritisierte in dem im Oktober 2019 veröffentlichten Abschlussbericht Hersteller und Luftfahrtaufsicht. Boeing habe den Regulierern die Funktionsweise des MCAS nicht ausreichend erklärt, die Fachkenntnis der für die Zertifizierung der 737 Max zuständigen FAA-Beamten wurde bezweifelt. MCAS sei als fertige und integrierte Funktion nicht in den der FAA vorgelegten Dokumenten bewertet worden.

#### Boeing 737 Max 7
Die Boeing 737 Max 7 war ursprünglich als modernisierte Variante der 737-700 mit gleicher Länge und Passagierkapazität vorgesehen. Aufgrund von Kundenwünschen nach einer größeren Variante, allen voran vom größten 737-Betreiber Southwest Airlines, kam es bei Boeing zu Überlegungen, eine weitere Variante zwischen der Max 7 und Max 8 zu positionieren, welche zwei zusätzliche Sitzreihen aufnehmen könnte. Diese zwischenzeitlich als Max 7.5 bezeichnete Variante wurde auf der Farnborough Airshow 2016 offiziell als einziger Nachfolger der 737-700 bestätigt. Die Max 7 ist damit etwa zwei Meter länger als die 737-700. Dazu wurde je ein Rumpfsegment vor und hinter den Tragflächen eingefügt. Weiterhin bietet die Max 7 nun vier statt zwei Notausgänge über den Flügeln, ein verstärktes Fahrwerk sowie die verstärkten Tragflächen der Max 8. Der Erstflug fand am 16. März 2018 statt. Durch das von März 2019 bis Januar 2021 dauernde Flugverbot für alle Flugzeuge der Max-Baureihe musste auch das Zulassungsprogramm für die Max 7 unterbrochen werden; es ist – Stand März 2025 – bisher nicht abgeschlossen.
Damit ist die Zulassung dieser Version von der gleichen Problematik betroffen wie die Schwesterversion Max 10.

#### Boeing 737 Max 8

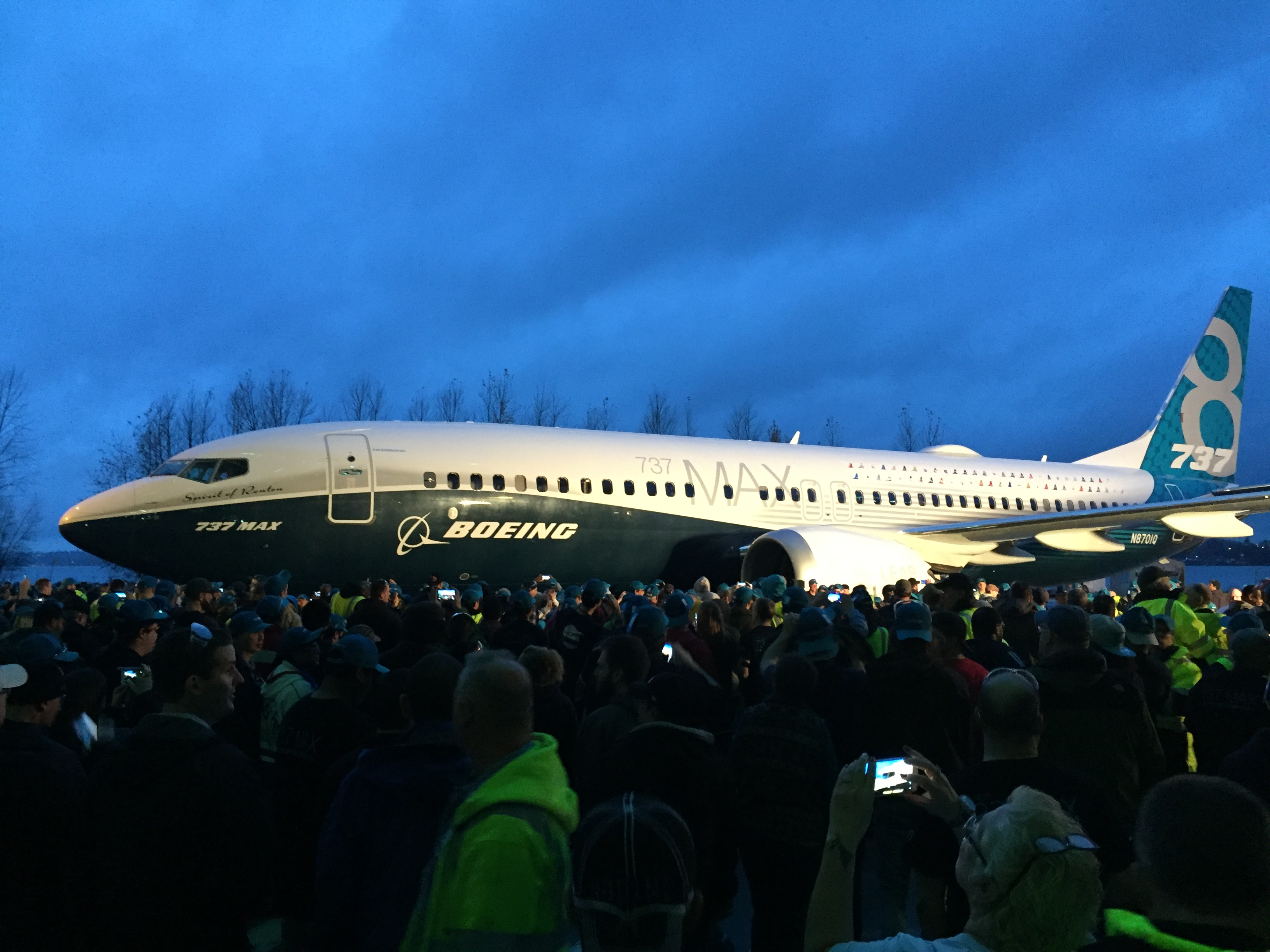
Boeing 737 Max 8 Spirit of Renton (2015)

Die 737 Max 8 ist die Weiterentwicklung der 737-800 und mit bis zu 189 Sitzplätzen und mehr als 6500 km Reichweite direkter Konkurrenztyp zum Airbus A320neo. Der Roll-Out des ersten Prototyps Spirit of Renton fand am 8. Dezember 2015 statt. Dasselbe Flugzeug mit den neuen CFM-LEAP-1B-Antrieben absolvierte am 29. Januar 2016 erfolgreich den Erstflug in Seattle.
Der Einsatz dieser großen Triebwerke veränderte die Aerodynamik des Flugzeugs.
Nach zwei sehr ähnlichen Abstürzen in kurzer Folge (siehe Lion-Air-Flug 610 und Ethiopian-Airlines-Flug 302), bei welchen insgesamt 346 Menschen starben, wurde allen Flugzeugtypen der Max-Baureihe schrittweise ein nahezu weltweites Flugverbot durch die nutzenden Airlines und/oder die jeweils zuständigen Behörden erklärt. Dem zweiten Absturz war eine Reihe ernsthafter Warnungen zu diesem konkreten Problem durch Piloten in den USA vorausgegangen. Erst 22 Monate später erfolgte die Wiederzulassung nach umfangreichen Umbauarbeiten an sämtlichen betroffenen Flugzeugen.

#### Boeing 737 Max 200
Am 8. September 2014 lancierte Boeing auf Wunsch von Ryanair die Boeing 737 Max 200 (auch 737-8-200), welche auf der 737 Max 8 basiert. Durch eine Neuanordnung der Notausgänge, Verkleinerung der Bordküchen sowie einen weiteren Notausgang über dem Flügel sollten bei gleicher Rumpflänge 200 Sitzplätze (11 mehr als beim Standardentwurf der Max 8) untergebracht werden, da je anwesendem Flugbegleiter 50 Passagiersitze erlaubt sind. Hersteller-intern wird diese Ausführung daher als „High Capacity Max 8“ bezeichnet. Erstflug war am 13. Januar 2019, Erstkunde ist Ryanair, welche diese Version als 737-8200 vermarktet und mit 197 Sitzen ausstattet. Weitere Kunden sind VietJet Air aus Vietnam und die junge Akasa Air aus Indien. Gemäß erweiterter Zulassung der FAA, datiert auf den 31. März 2021, sind mit dem neuen Layout maximal sogar 210 Sitze erlaubt; wenige Tage später erfolgte die gleiche Zulassung durch die EASA.
Wie die anderen 737 Max erhält die Max 200 das von der „Next Generation“ bekannte neue Innenraumdesign „Sky Interior“ mit indirekter LED-Beleuchtung, leicht vergrößerten Gepäckfächern und Fenstern sowie einer verbesserten Belüftung und Schallisolierung.

#### Boeing 737 Max 9

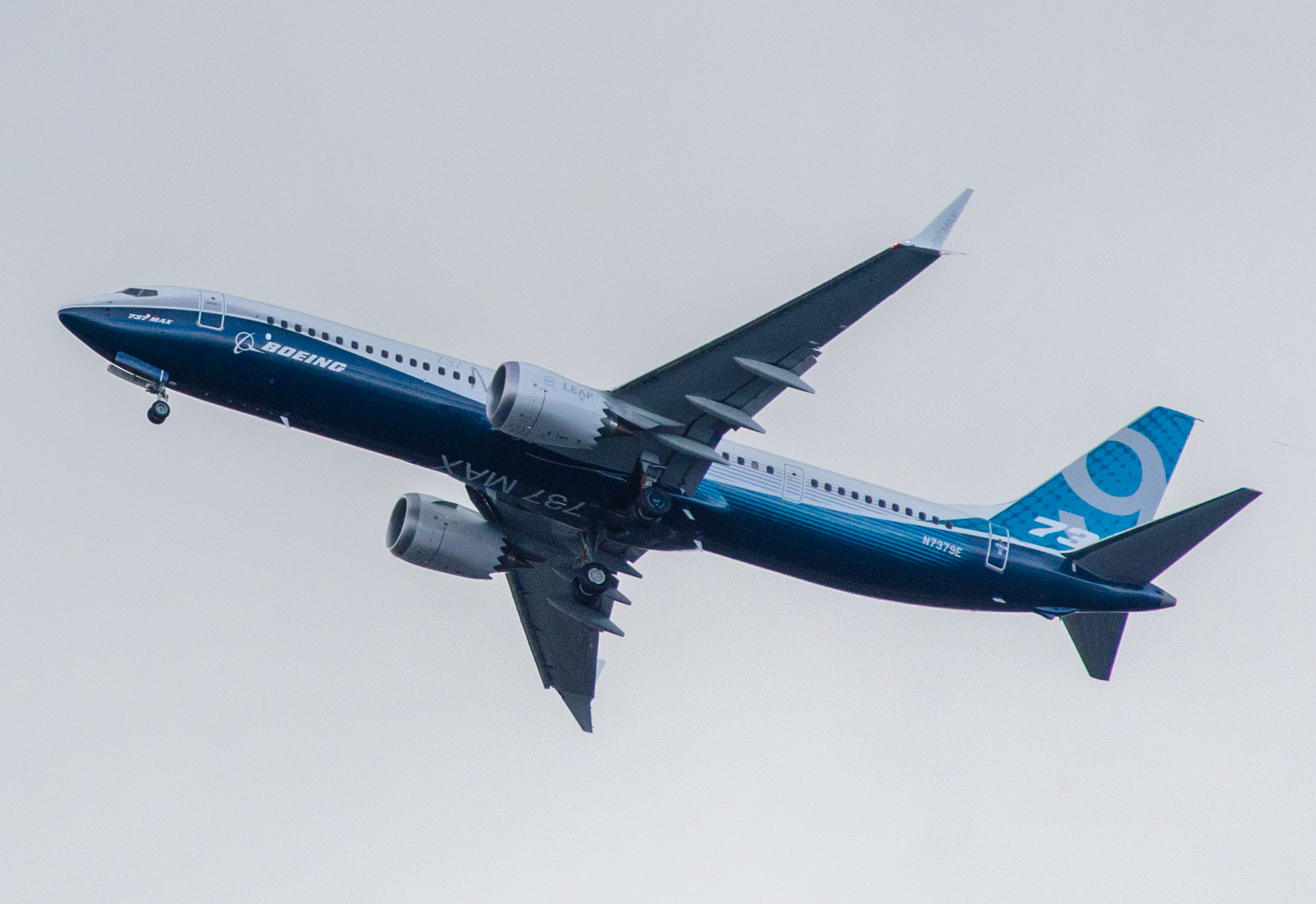
Boeing 737 Max 9 während des Erstfluges

Die Boeing 737 Max 9 ist eine modernisierte Version der Boeing 737-900ER. Sie hat eine Reichweite von rund 6500 km und ist je nach Konfiguration für bis zu 220 Passagiere zugelassen. Ab 190 Sitzplätzen ist hierzu ein zusätzlicher Notausgang im hinteren Rumpfbereich vorgeschrieben. Bei weniger Sitzen kann die standardmäßig in allen 900ER und Max 9 vorhandene Rumpföffnung wahlweise statt des Notausgangs mit einem Blinddeckel verschlossen werden; dies erlaubt mehr Freiheiten bei der Kabinengestaltung. Die Boeing 737 Max 9 konkurriert mit den Airbus-Modellen A320neo und A321neo. Der Erstflug erfolgte am 13. April 2017.
Im Januar 2024 wurde ein rund 3-wöchiges Flugverbot gegen jene Max 9, welche mit einem Blinddeckel ausgestattet sind, verhängt, nachdem ein solcher am 5. Januar kurz nach dem Start verloren wurde (siehe Alaska-Airlines-Flug 1282). Insgesamt waren zwischen 171 und 215 Flugzeuge betroffen, jedes einzelne musste intensiv auf korrekte Verankerung der Blinddeckel überprüft werden, dabei wurden zahlreiche lose Schrauben und fehlende Verbindungen entdeckt. Ab dem 25. Januar durften überprüfte Flugzeuge ihren Betrieb wieder aufnehmen. Als zusätzliche Sicherheitsmaßnahme ordnete die FAA an, dass der Hersteller eine geplante Erhöhung der Produktionsrate nicht durchführen darf und dass die Endabnahme-Kontrollen intensiviert werden müssen.

#### Boeing 737 Max 10
Aufgrund des im Vergleich zur Max 9 deutlich größeren Verkaufserfolgs des Konkurrenztyps Airbus A321neo gab es Bestrebungen, den Rumpf der 737 erneut zu strecken, um sowohl die Kapazitätslücke zum A321neo zu schließen als auch einen Ersatz für die bei vielen Airlines alternden Boeing-757-Flotten anzubieten. Mitte 2016 deuteten erste Planungen auf eine Streckung um 3,35 m hin, die jedoch auch eine Erhöhung der Triebwerksleistung, Verstärkung der Tragflächen sowie ein verlängertes Fahrwerk zur Folge gehabt hätte. Anfang 2017 bestätigte Boeing einen simpleren Entwurf mit Streckung um lediglich 1,86 m. Dadurch könnte die Max 10 zwei zusätzliche Sitzreihen aufnehmen und auf Veränderung an Triebwerken und Tragflächen verzichten. Einzig die Radaufhängung des Hauptfahrwerks wird durch einen Gelenkarm etwas nach hinten versetzt, um den Rotationspunkt in Richtung Heck zu verschieben und so die Gefahr eines Tailstrikes zu verringern. Auf der Paris Air Show 2017 bestätigte Boeing die Entwicklung der Max 10, nachdem etwa 240 Interessensbekundungen von 10 Kunden eingegangen waren. Der Zulassungsprozess für die Max 10 ist – Stand März 2025 – noch nicht abgeschlossen.

#### Verschärftes Zulassungsverfahren für Max 7 und Max 10, erneute Umrüstung aller 737 Max
Aufgrund der behördlichen Auflagen, die gesamte Typenreihe, insbesondere das in allen Max enthaltene MCAS, zu überarbeiten, wurde der Zulassungsprozess der Versionen Max 7 und Max 10 erheblich verzögert. Die erste Max 10 hatte im November 2019 ihren Rollout, der Erstflug erfolgte aber erst am 19. Juni 2021. Dies wurde zunehmend zu einem Problem, da der im Jahr 2020 verabschiedete Aircraft Certification, Safety and Accountability Act (etwa Gesetz über die Zertifizierung, Sicherheit und Rechenschaftspflicht von Luftfahrzeugen) vorsieht, dass künftig alle, und neu auch alle modernisierten Flugzeuge mit einer zusätzlichen, EICAS genannten Sicherheitseinrichtung ausgestattet sein müssen. Diese ist bereits seit den 1970er Jahren in allen Passagierflugzeugen Standard, aber in der gesamten Typenreihe 737 nicht vorhanden, deren ursprüngliche Zulassung noch aus dem Jahr 1967 stammt und daher zuvor nicht von dieser Regel betroffen war.
Als absehbar war, dass die Zertifizierung nicht vor Ende der gesetzlich bestimmten Deadline am 31. Dezember 2022 zu erreichen war, spekulierte Boeing offen über einen Programmabbruch der Versionen Max 7 und Max 10, falls man keine erneute Fristverlängerung oder Ausnahmegenehmigung erhielte. Der Einbau von EICAS käme einer Neukonstruktion gleich und wäre zu teuer. Zudem würde ein eigenes Type Rating für die Versionen Max 7 und Max 10 nötig, was die Pilotenschulung ebenfalls erheblich verteuert. Lobbyisten behaupteten den Verlust tausender Arbeitsplätze und suchten nach einem Kompromiss.
Am 19. Dezember 2022 einigte sich der US-Kongress laut Berichten der Seattle Times auf einen Gesetzesentwurf, welcher es Boeing erlaubt, die Varianten Max 7 und Max 10 ohne EICAS zuzulassen. Im Gegenzug muss Boeing allerdings alle, auch alle bereits in Dienst gestellten, Flugzeuge der 737 Max mit einem dritten Anstellwinkelsensor nachrüsten, wie es bereits von den europäischen und kanadischen Luftfahrtbehörden gefordert wurde. Außerdem muss ein Schalter eingebaut werden, welcher es den Piloten ermöglicht, den Stick Shaker stummzuschalten (die Piloten waren während der Max-Abstürze vom Stick Shaker abgelenkt). Boeing muss diese Verbesserungen spätestens drei Jahre nach Zulassung der Max 10 abgeschlossen haben. Nicht umgerüstete Flugzeuge verlieren ihre Zulassung in Kanada, Europa und den USA.
Während Boeing noch im November 2023 den Abschluss des Zulassungsprozesses vor dem anstehenden Jahreswechsel anstrebte, verneinte ein Sprecher der FAA das Vorliegen eines konkreten Zeitplans. Die Zulassung könne nicht erfolgen, ehe wirklich alle Daten vollständig vorhanden seien. Großkunde Southwest Airlines verlautete im November 2023, nicht vor dem zweiten Quartal 2024 mit einer Zulassung zu rechnen; nur wenig später wurde bekannt, dass Southwest das ganze Jahr 2024 ohne die Max 7 plant.
Im Zuge des zeitweisen Flugverbots gegen die Max 9 zog Boeing einen Antrag auf Ausnahmeregelung für die Zulassung der Max 7 zurück: Der Hersteller hatte beabsichtigt, für die Max 7 die gleiche elektrische Enteisungsanlage zu verwenden, wie sie auch in den Max 8 und Max 9 verwendet wird, um deren Zulassungsprozess früher abschließen zu können. Die Anlage kann aber bei Trockenheit nur maximal fünf Minuten betrieben werden, ehe Überhitzungsschäden an den teilweise aus Kunststoff gefertigten Bauteilen drohen. Die FAA sieht diese Einschränkung als potentielles Sicherheitsrisiko und verlangt für die Zukunft eine verbesserte Konstruktion. Aus Zeitgründen wollte Boeing erst in der noch später zu erwartenden Max 10 eine veränderte Konstruktion verwenden. Nun soll die Veränderung aber doch auch schon in der Max 7 zum Einsatz kommen, was deren Indienststellung erneut verzögern wird.

## Zwischenfälle
Vom Erstflug im Jahr 1967 bis März 2022 kam es mit Boeing 737 zu 215 Totalschäden. Bei 95 Totalschäden kam es auch zu Todesfällen, insgesamt kamen dabei 5633 Menschen ums Leben.

## Technische Daten

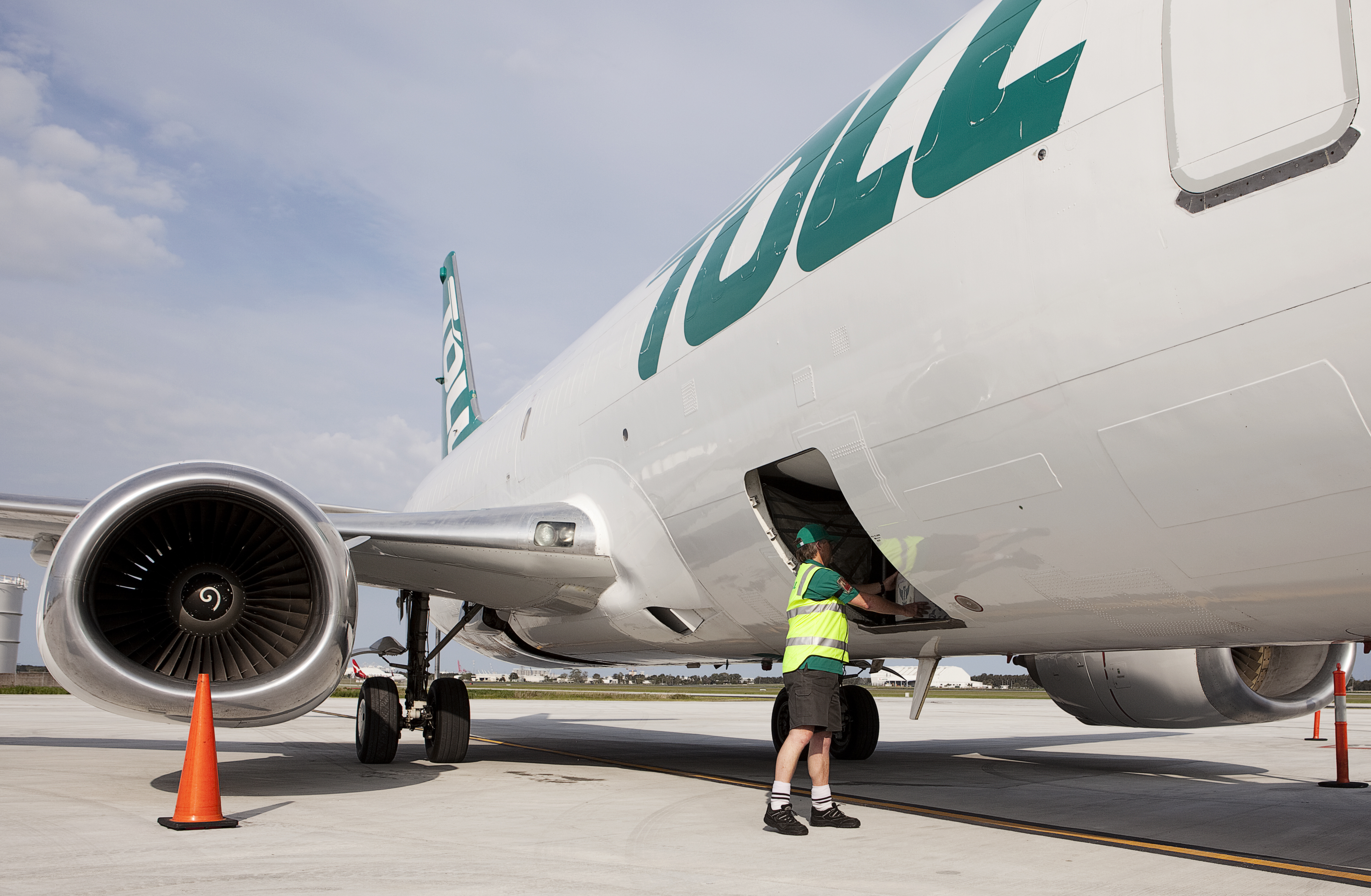
Aufgrund des kurzen Fahrwerks sind die unteren Frachträume der 737-300 direkt vom Boden zugänglich, das Gehäuse des Triebwerks CFM56-3 ist unten abgeflacht.

### 737 und 737 Classic

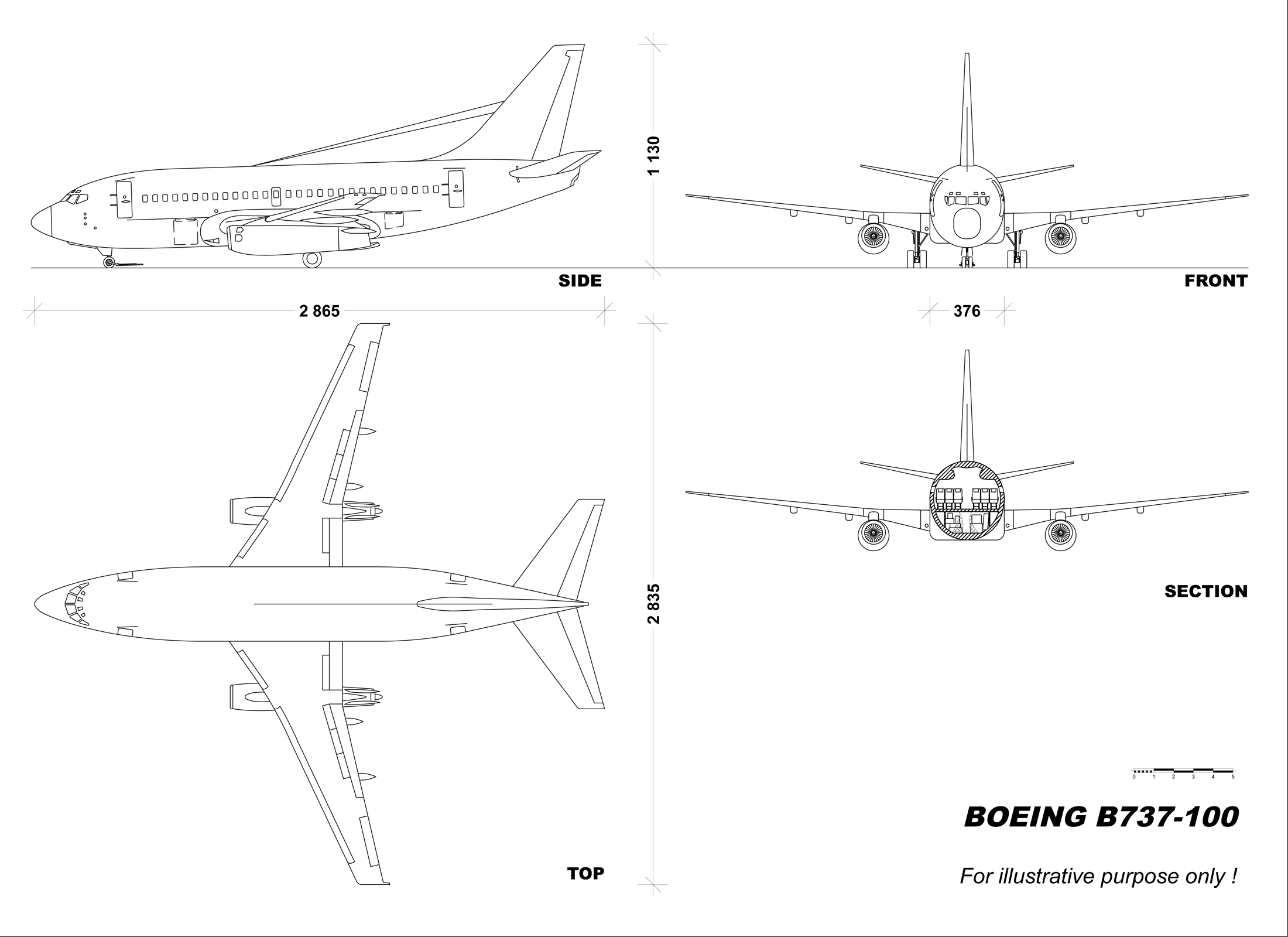
Boeing 737-100

| Kenngröße             | 737-100                    | 737-200                    | 737-300                     | 737-400                     | 737-500                     |
| --------------------- | -------------------------- | -------------------------- | --------------------------- | --------------------------- | --------------------------- |
| Länge                 | 28,65 m                    | 30,48 m                    | 33,40 m                     | 36,45 m                     | 31,01 m                     |
| Spannweite            | 28,35 m                    | 28,35 m                    | 28,88 m                     | 28,88 m                     | 28,88 m                     |
| Höhe                  | 11,28 m                    | 11,28 m                    | 11,13 m                     | 11,13 m                     | 11,13 m                     |
| Rumpfbreite           | 3,76 m                     | 3,76 m                     | 3,76 m                      | 3,76 m                      | 3,76 m                      |
| Rumpfhöhe             | 4,01 m                     | 4,01 m                     | 4,01 m                      | 4,01 m                      | 4,01 m                      |
| Kabinenbreite         | 3,54 m                     | 3,54 m                     | 3,54 m                      | 3,54 m                      | 3,54 m                      |
| Sitzplätze (maximal)  | 124                        | 136                        | 149                         | 188                         | 140                         |
| Max. Startmasse       | 44.225 kg                  | 52.390 kg                  | 61.236 kg                   | 68.039 kg                   | 60.555 kg                   |
| Höchstgeschwindigkeit | Mach 0,84                  | Mach 0,84                  | Mach 0,82                   | Mach 0,82                   | Mach 0,82                   |
| Reisegeschwindigkeit  | Mach 0,73 TAS ca. 780 km/h | Mach 0,73 TAS ca. 780 km/h | Mach 0,745 TAS ca. 800 km/h | Mach 0,745 TAS ca. 800 km/h | Mach 0,745 TAS ca. 800 km/h |
| Reichweite            | 3.440 km                   | 4.200 km                   | 4.400 km                    | 5.000 km                    | 5.200 km                    |
| Erstflug              | 9. April 1967              | 8. Aug. 1967               | 24. Feb. 1984               | 19. Feb. 1988               | 30. Jun. 1989               |
| Indienststellung      | 10. Feb. 1968 Lufthansa    | 28. April 1968 United      | 28. Nov. 1984 USAir         | 15. Sep. 1988 Piedmont      | 28. Feb. 1990 Southwest     |
| Triebwerke            | 2 × Pratt & Whitney JT8D   | 2 × Pratt & Whitney JT8D   | 2 × CFMI CFM56-3            | 2 × CFMI CFM56-3            | 2 × CFMI CFM56-3            |
| Startstrecke          | 1.676 m                    | 1.676 m                    | 2.027 m                     | 2.500 m                     | 1.700 m                     |
| Landestrecke          | 1.207 m                    | 1.207 m                    | 1.603 m                     | 1.725 m                     | 1.350 m                     |

### 737 Next Generation

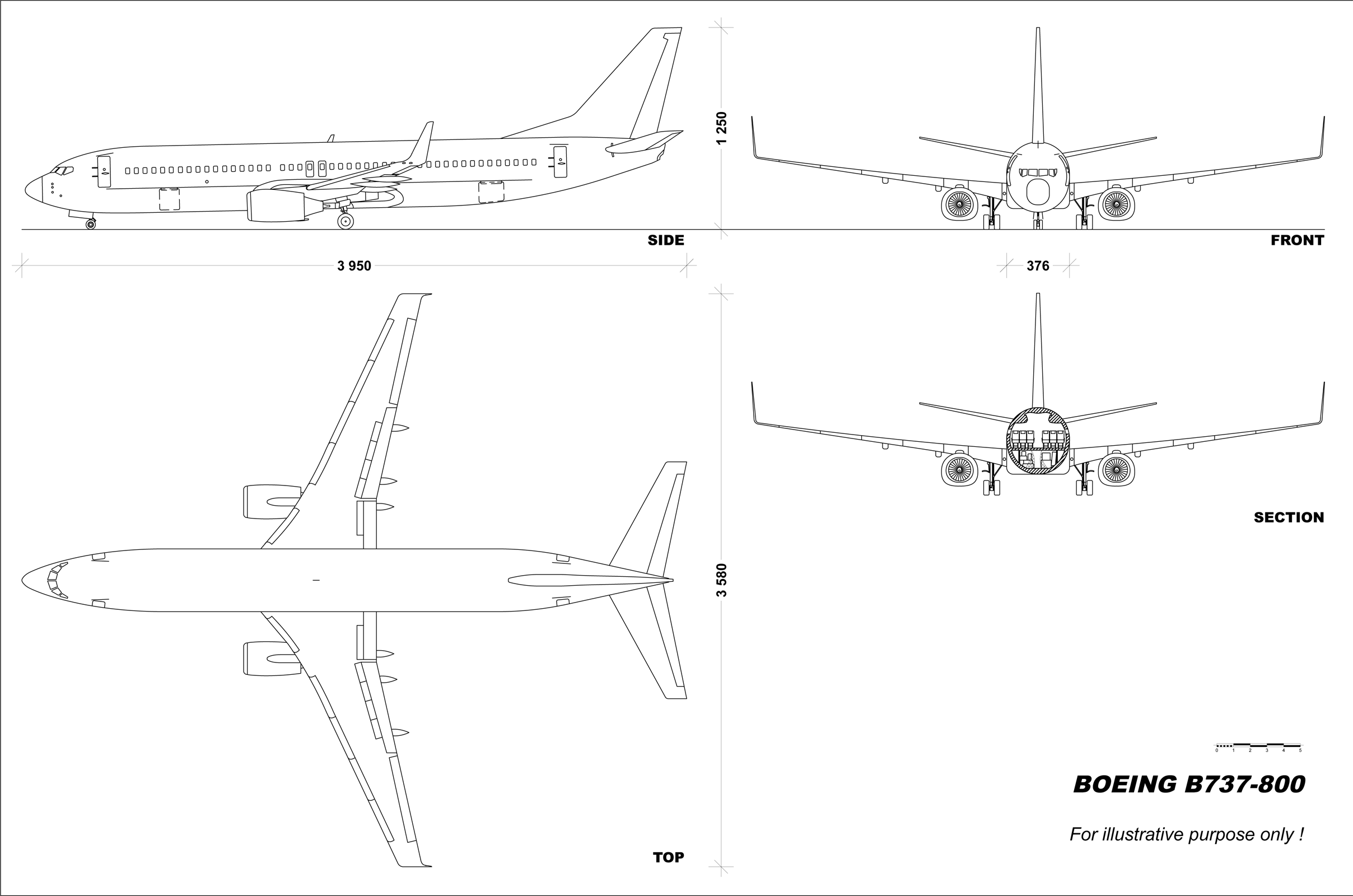
Boeing 737-800

| Kenngröße             | 737-600                         | 737-700                                                   | 737-800                         | 737-900                         | 737-900ER                       |
| --------------------- | ------------------------------- | --------------------------------------------------------- | ------------------------------- | ------------------------------- | ------------------------------- |
| Länge                 | 31,24 m                         | 33,60 m                                                   | 39,47 m                         | 42,11 m                         | 42,11 m                         |
| Spannweite            | 34,32 m (mit Winglets: 35,79 m) | 34,32 m (mit Winglets: 35,79 m)                           | 34,32 m (mit Winglets: 35,79 m) | 34,32 m (mit Winglets: 35,79 m) | 34,32 m (mit Winglets: 35,79 m) |
| Höhe                  | 12,57 m                         | 12,57 m                                                   | 12,57 m                         | 12,57 m                         | 12,57 m                         |
| Rumpfbreite           | 3,76 m                          | 3,76 m                                                    | 3,76 m                          | 3,76 m                          | 3,76 m                          |
| Rumpfhöhe             | 4,01 m                          | 4,01 m                                                    | 4,01 m                          | 4,01 m                          | 4,01 m                          |
| Kabinenbreite         | 3,54 m                          | 3,54 m                                                    | 3,54 m                          | 3,54 m                          | 3,54 m                          |
| Sitzplätze (maximal)  | 149                             | 149                                                       | 189                             | 189                             | 220                             |
| Max. Startmasse       | 65.091 kg                       | 70.080 kg IGW-Version: 77.564 kg (Increased Gross Weight) | 79.016 kg                       | 79.016 kg                       | 85.124 kg                       |
| Leermasse             | 36.378 kg                       | 37.648 kg                                                 | 41.413 kg                       | 42.901 kg                       | 44.676 kg                       |
| Höchstgeschwindigkeit | Mach 0,82                       | Mach 0,82                                                 | Mach 0,82                       | Mach 0,82                       | Mach 0,82                       |
| Reisegeschwindigkeit  | Mach 0,785 TAS ca. 830 km/h     | Mach 0,785 TAS ca. 830 km/h                               | Mach 0,785 TAS ca. 830 km/h     | Mach 0,785 TAS ca. 830 km/h     | Mach 0,785 TAS ca. 830 km/h     |
| Dienstgipfelhöhe      | 12.497 m (41.000 ft)            | 12.497 m (41.000 ft)                                      | 12.497 m (41.000 ft)            | 12.497 m (41.000 ft)            | 12.497 m (41.000 ft)            |
| Reichweite            | 4.000–7.200 km                  | 3.980–7.630 km; 737-700ER bis 10.200 km                   | 3.790–6.650 km                  | 3.630–6.660 km                  | 3.500–6.500 km                  |
| Erstflug              | 22. Jan. 1998                   | 9. Feb. 1997                                              | 31. Juli 1997                   | 3. Aug. 2000                    | 1. Sep. 2006                    |
| Indienststellung      | Aug. 1998 SAS                   | Okt. 1997 Southwest                                       | 24. April 1998 Hapag-Lloyd      | 15. Mai 2001 Alaska Airlines    | 27. April 2007 Lion Air         |
| Triebwerke            | 2 × CFMI CFM56-7B               | 2 × CFMI CFM56-7B                                         | 2 × CFMI CFM56-7B               | 2 × CFMI CFM56-7B               | 2 × CFMI CFM56-7B               |
| Startstrecke          | 1.616 m                         | 1.744 m                                                   | 2.100 m                         | 2.591 m                         | 2.910 m                         |
| Landestrecke          | 1.342 m                         | 1.418 m                                                   | 1.634 m                         | 1.662 m                         | 1.450 m                         |

### 737 Max
| Kenngröße              | 737 Max 7                                   | 737 Max 8                                   | 737 Max 9                                   | 737 Max 10                                  |
| ---------------------- | ------------------------------------------- | ------------------------------------------- | ------------------------------------------- | ------------------------------------------- |
| Länge                  | 35,59 m                                     | 39,47 m                                     | 42,11 m                                     | 43,80 m                                     |
| Spannweite             | 35,92 m                                     | 35,92 m                                     | 35,92 m                                     | 35,92 m                                     |
| Höhe (max.)            | 12,50 m                                     | 12,42 m                                     | 12,40 m                                     | 12,40 m                                     |
| Rumpfbreite            | 3,76 m                                      | 3,76 m                                      | 3,76 m                                      | 3,76 m                                      |
| Rumpfhöhe              | 4,01 m                                      | 4,01 m                                      | 4,01 m                                      | 4,01 m                                      |
| Kabinenbreite          | 3,54 m                                      | 3,54 m                                      | 3,54 m                                      | 3,54 m                                      |
| Sitzplätze (2 Klassen) | 138                                         | 162                                         | 178                                         | 188                                         |
| Sitzplätze (maximal)   | 172                                         | Max 8: 189 Max 200: 210                     | 220                                         | 230                                         |
| Max. Startmasse        | 80.286 kg                                   | 82.191 kg                                   | 88.314 kg                                   | 89.765 kg                                   |
| Höchstgeschwindigkeit  | Mach 0,82                                   | Mach 0,82                                   | Mach 0,82                                   | Mach 0,82                                   |
| Reisegeschwindigkeit   | Mach 0,785 TAS ca. 830 km/h                 | Mach 0,785 TAS ca. 830 km/h                 | Mach 0,785 TAS ca. 830 km/h                 | Mach 0,785 TAS ca. 830 km/h                 |
| Reichweite             | 7.130 km                                    | 6.704 km                                    | 6.658 km                                    | 5.960 km                                    |
| Triebwerke             | 2 × CFMI Leap-1B mit je 89 bis 125 kN Schub | 2 × CFMI Leap-1B mit je 89 bis 125 kN Schub | 2 × CFMI Leap-1B mit je 89 bis 125 kN Schub | 2 × CFMI Leap-1B mit je 89 bis 125 kN Schub |
| Erstflug               | 16. März 2018                               | 29. Jan. 2016                               | 13. April 2017                              | 19. Juni 2021                               |
| Indienststellung       | für 2024 geplant                            | 22. Mai 2017 Malindo Air                    | 22. März 2018 Thai Lion Air                 | für 2024 geplant                            |

## Auslieferungen
Von Dezember 1967 bis Ende Juli 2025 wurden 12.171 von insgesamt 17.037 bestellten Maschinen ausgeliefert.
| Auslieferungen nach Jahr | Auslieferungen nach Jahr | Auslieferungen nach Jahr | Auslieferungen nach Jahr | Auslieferungen nach Jahr |
| ------------------------ | ------------------------ | ------------------------ | ------------------------ | ------------------------ |
|                          |                          |                          |                          |                          |
| ’67                      | ’67                      |                          | 4                        | 4                        |
| ’68                      | ’68                      |                          | 105                      | 105                      |
| ’69                      | ’69                      |                          | 114                      | 114                      |
| ’70                      | ’70                      |                          | 37                       | 37                       |
| ’71                      | ’71                      |                          | 29                       | 29                       |
| ’72                      | ’72                      |                          | 22                       | 22                       |
| ’73                      | ’73                      |                          | 23                       | 23                       |
| ’74                      | ’74                      |                          | 55                       | 55                       |
| ’75                      | ’75                      |                          | 51                       | 51                       |
| ’76                      | ’76                      |                          | 41                       | 41                       |
| ’77                      | ’77                      |                          | 25                       | 25                       |
| ’78                      | ’78                      |                          | 40                       | 40                       |
| ’79                      | ’79                      |                          | 77                       | 77                       |
| ’80                      | ’80                      |                          | 92                       | 92                       |
| ’81                      | ’81                      |                          | 108                      | 108                      |
| ’82                      | ’82                      |                          | 95                       | 95                       |
| ’83                      | ’83                      |                          | 82                       | 82                       |
| ’84                      | ’84                      |                          | 67                       | 67                       |
| ’85                      | ’85                      |                          | 115                      | 115                      |
| ’86                      | ’86                      |                          | 141                      | 141                      |
| ’87                      | ’87                      |                          | 161                      | 161                      |
| ’88                      | ’88                      |                          | 165                      | 165                      |
| ’89                      | ’89                      |                          | 146                      | 146                      |
| ’90                      | ’90                      |                          | 174                      | 174                      |
| ’91                      | ’91                      |                          | 215                      | 215                      |
| ’92                      | ’92                      |                          | 218                      | 218                      |
| ’93                      | ’93                      |                          | 152                      | 152                      |
| ’94                      | ’94                      |                          | 121                      | 121                      |
| ’95                      | ’95                      |                          | 89                       | 89                       |
| ’96                      | ’96                      |                          | 76                       | 76                       |
| ’97                      | ’97                      |                          | 135                      | 135                      |
| ’98                      | ’98                      |                          | 282                      | 282                      |
| ’99                      | ’99                      |                          | 320                      | 320                      |
| ’00                      | ’00                      |                          | 282                      | 282                      |
| ’01                      | ’01                      |                          | 299                      | 299                      |
| ’02                      | ’02                      |                          | 223                      | 223                      |
| ’03                      | ’03                      |                          | 173                      | 173                      |
| ’04                      | ’04                      |                          | 202                      | 202                      |
| ’05                      | ’05                      |                          | 212                      | 212                      |
| ’06                      | ’06                      |                          | 302                      | 302                      |
| ’07                      | ’07                      |                          | 330                      | 330                      |
| ’08                      | ’08                      |                          | 290                      | 290                      |
| ’09                      | ’09                      |                          | 372                      | 372                      |
| ’10                      | ’10                      |                          | 376                      | 376                      |
| ’11                      | ’11                      |                          | 372                      | 372                      |
| ’12                      | ’12                      |                          | 415                      | 415                      |
| ’13                      | ’13                      |                          | 440                      | 440                      |
| ’14                      | ’14                      |                          | 485                      | 485                      |
| ’15                      | ’15                      |                          | 495                      | 495                      |
| ’16                      | ’16                      |                          | 490                      | 490                      |
| ’17                      | ’17                      |                          | 529                      | 529                      |
| ’18                      | ’18                      |                          | 580                      | 580                      |
| ’19                      | ’19                      |                          | 127                      | 127                      |
| ’20                      | ’20                      |                          | 43                       | 43                       |
| ’21                      | ’21                      |                          | 263                      | 263                      |
| ’22                      | ’22                      |                          | 387                      | 387                      |
| ’23                      | ’23                      |                          | 396                      | 396                      |
| ’24                      | ’24                      |                          | 265                      | 265                      |
|                          |                          |                          |                          |                          |

## Museen
In folgenden Museen sind ganze oder wesentliche Teile von verschiedenen Versionen ausgestellt (Liste nicht abschließend):
- Flieger-Flab-Museum, Dübendorf, Schweiz
- Museum of Flight, Seattle, USA
- Australian National Aviation Museum, Melbourne, Victoria, Australien